# Lista de asteroides (38001-39000)
Esta é uma lista parcial de asteroides, do asteroide número 38001 até o 39000, inclusive. Veja também o índice com todas as listas disponíveis.

| Objeto Próximos à Terra | Cinturão de asteroides (interno) | Cinturão de asteroides (externo) | Centauro       |
| Cruzador de Marte       | Cinturão de asteroides (meio)    | Troianos de Júpiter              | Transnetuniano |

Veja mais dados de cada asteroide na ligação externa para o Minor Planet Center na última coluna.
Índice: 38001... 38101... 38201... 38301... 38401... 38501... 38601... 38701... 38801... 38901... 

## 38001–38100
| Designação          | Designação | Descoberta  | Descoberta          | Descobridor(es)       | Categoria | Mais informações / Referência |
| Permanente          | Provisória | Data        | Local               | Descobridor(es)       | Categoria | Mais informações / Referência |
| ------------------- | ---------- | ----------- | ------------------- | --------------------- | --------- | ----------------------------- |
| 38001               | 1998 KM37  | 22 mai 1998 | Socorro             | LINEAR                | —         | MPC                           |
| 38002               | 1998 KO42  | 27 mai 1998 | Anderson Mesa       | LONEOS                | —         | MPC                           |
| 38003               | 1998 KH44  | 22 mai 1998 | Socorro             | LINEAR                | —         | MPC                           |
| 38004               | 1998 KJ47  | 22 mai 1998 | Socorro             | LINEAR                | —         | MPC                           |
| 38005               | 1998 KM47  | 22 mai 1998 | Socorro             | LINEAR                | —         | MPC                           |
| 38006               | 1998 KD48  | 22 mai 1998 | Socorro             | LINEAR                | —         | MPC                           |
| 38007               | 1998 KS49  | 23 mai 1998 | Socorro             | LINEAR                | —         | MPC                           |
| 38008               | 1998 KP50  | 23 mai 1998 | Socorro             | LINEAR                | —         | MPC                           |
| 38009               | 1998 KV50  | 23 mai 1998 | Socorro             | LINEAR                | —         | MPC                           |
| 38010               | 1998 KE51  | 23 mai 1998 | Socorro             | LINEAR                | Phocaea   | MPC                           |
| 38011               | 1998 KL52  | 23 mai 1998 | Socorro             | LINEAR                | —         | MPC                           |
| 38012               | 1998 KE54  | 23 mai 1998 | Socorro             | LINEAR                | —         | MPC                           |
| 38013               | 1998 KY54  | 23 mai 1998 | Socorro             | LINEAR                | —         | MPC                           |
| 38014               | 1998 KO61  | 23 mai 1998 | Socorro             | LINEAR                | —         | MPC                           |
| 38015               | 1998 KX63  | 22 mai 1998 | Socorro             | LINEAR                | —         | MPC                           |
| 38016               | 1998 KV65  | 27 mai 1998 | Socorro             | LINEAR                | —         | MPC                           |
| 38017               | 1998 KW67  | 26 mai 1998 | Socorro             | LINEAR                | —         | MPC                           |
| 38018 Louisneefs    | 1998 LN2   | 1 jun 1998  | La Silla            | E. W. Elst            | —         | MPC                           |
| 38019 Jeanmariepelt | 1998 LV2   | 1 jun 1998  | La Silla            | E. W. Elst            | —         | MPC                           |
| 38020 Hannadam      | 1998 MP    | 17 jun 1998 | San Marcello        | L. Tesi, A. Boattini  | —         | MPC                           |
| 38021               | 1998 MG1   | 16 jun 1998 | Kitt Peak           | Spacewatch            | —         | MPC                           |
| 38022               | 1998 MS7   | 19 jun 1998 | Caussols            | ODAS                  | —         | MPC                           |
| 38023               | 1998 MO39  | 26 jun 1998 | La Silla            | E. W. Elst            | —         | MPC                           |
| 38024               | 1998 OB    | 16 jul 1998 | Caussols            | ODAS                  | —         | MPC                           |
| 38025               | 1998 QF    | 17 ago 1998 | Prescott            | P. G. Comba           | —         | MPC                           |
| 38026               | 1998 QC12  | 17 ago 1998 | Socorro             | LINEAR                | —         | MPC                           |
| 38027               | 1998 QE14  | 17 ago 1998 | Socorro             | LINEAR                | —         | MPC                           |
| 38028               | 1998 QC20  | 17 ago 1998 | Socorro             | LINEAR                | —         | MPC                           |
| 38029               | 1998 QZ24  | 17 ago 1998 | Socorro             | LINEAR                | —         | MPC                           |
| 38030               | 1998 QG33  | 17 ago 1998 | Socorro             | LINEAR                | —         | MPC                           |
| 38031               | 1998 QN36  | 17 ago 1998 | Socorro             | LINEAR                | —         | MPC                           |
| 38032               | 1998 QH43  | 17 ago 1998 | Socorro             | LINEAR                | —         | MPC                           |
| 38033               | 1998 QN49  | 17 ago 1998 | Socorro             | LINEAR                | —         | MPC                           |
| 38034               | 1998 QW57  | 30 ago 1998 | Kitt Peak           | Spacewatch            | —         | MPC                           |
| 38035               | 1998 QC85  | 24 ago 1998 | Socorro             | LINEAR                | —         | MPC                           |
| 38036               | 1998 RE1   | 13 set 1998 | Reedy Creek         | J. Broughton          | —         | MPC                           |
| 38037               | 1998 RS18  | 14 set 1998 | Socorro             | LINEAR                | Ursula    | MPC                           |
| 38038               | 1998 RQ19  | 14 set 1998 | Socorro             | LINEAR                | —         | MPC                           |
| 38039               | 1998 RD24  | 14 set 1998 | Socorro             | LINEAR                | —         | MPC                           |
| 38040               | 1998 RW49  | 14 set 1998 | Socorro             | LINEAR                | —         | MPC                           |
| 38041               | 1998 RQ79  | 14 set 1998 | Socorro             | LINEAR                | Ursula    | MPC                           |
| 38042               | 1998 SA10  | 21 set 1998 | Catalina            | CSS                   | —         | MPC                           |
| 38043               | 1998 SB26  | 22 set 1998 | Anderson Mesa       | LONEOS                | Phocaea   | MPC                           |
| 38044               | 1998 SL62  | 19 set 1998 | Anderson Mesa       | LONEOS                | Juno      | MPC                           |
| 38045               | 1998 SM93  | 26 set 1998 | Socorro             | LINEAR                | —         | MPC                           |
| 38046 Krasnoyarsk   | 1998 SW144 | 20 set 1998 | La Silla            | E. W. Elst            | Pallas    | MPC                           |
| 38047               | 1998 TC3   | 14 out 1998 | Catalina            | CSS                   | Juno      | MPC                           |
| 38048               | 1998 UL18  | 27 out 1998 | Catalina            | CSS                   | —         | MPC                           |
| 38049               | 1998 VY6   | 11 nov 1998 | Socorro             | LINEAR                | Juno      | MPC                           |
| 38050               | 1998 VR38  | 10 nov 1998 | Socorro             | LINEAR                | Vesta     | MPC                           |
| 38051               | 1998 XJ5   | 7 dez 1998  | Višnjan Observatory | K. Korlević           | Vesta     | MPC                           |
| 38052               | 1998 XA7   | 8 dez 1998  | Kitt Peak           | Spacewatch            | Vesta     | MPC                           |
| 38053               | 1998 XO62  | 11 dez 1998 | Socorro             | LINEAR                | —         | MPC                           |
| 38054               | 1999 AG10  | 14 jan 1999 | Višnjan Observatory | K. Korlević           | —         | MPC                           |
| 38055               | 1999 AC24  | 15 jan 1999 | Catalina            | CSS                   | Juno      | MPC                           |
| 38056               | 1999 BZ10  | 20 jan 1999 | Caussols            | ODAS                  | —         | MPC                           |
| 38057               | 1999 BO15  | 26 jan 1999 | Višnjan Observatory | K. Korlević           | —         | MPC                           |
| 38058               | 1999 CA35  | 10 fev 1999 | Socorro             | LINEAR                | —         | MPC                           |
| 38059               | 1999 CO38  | 10 fev 1999 | Socorro             | LINEAR                | —         | MPC                           |
| 38060               | 1999 CB61  | 12 fev 1999 | Socorro             | LINEAR                | —         | MPC                           |
| 38061               | 1999 DJ1   | 17 fev 1999 | Socorro             | LINEAR                | —         | MPC                           |
| 38062               | 1999 EC9   | 15 mar 1999 | Kitt Peak           | Spacewatch            | —         | MPC                           |
| 38063               | 1999 FH    | 16 mar 1999 | Višnjan Observatory | K. Korlević, M. Jurić | —         | MPC                           |
| 38064               | 1999 FZ10  | 17 mar 1999 | Kitt Peak           | Spacewatch            | —         | MPC                           |
| 38065               | 1999 FK19  | 22 mar 1999 | Anderson Mesa       | LONEOS                | —         | MPC                           |
| 38066               | 1999 FO19  | 22 mar 1999 | Anderson Mesa       | LONEOS                | —         | MPC                           |
| 38067               | 1999 FO31  | 19 mar 1999 | Socorro             | LINEAR                | Phocaea   | MPC                           |
| 38068               | 1999 FK32  | 19 mar 1999 | Socorro             | LINEAR                | —         | MPC                           |
| 38069               | 1999 GN    | 5 abr 1999  | Višnjan Observatory | K. Korlević           | —         | MPC                           |
| 38070 Redwine       | 1999 GG2   | 6 abr 1999  | Anderson Mesa       | LONEOS                | —         | MPC                           |
| 38071               | 1999 GU3   | 10 abr 1999 | Socorro             | LINEAR                | —         | MPC                           |
| 38072               | 1999 GO11  | 11 abr 1999 | Kitt Peak           | Spacewatch            | —         | MPC                           |
| 38073               | 1999 GX11  | 11 abr 1999 | Kitt Peak           | Spacewatch            | —         | MPC                           |
| 38074               | 1999 GX19  | 15 abr 1999 | Socorro             | LINEAR                | —         | MPC                           |
| 38075               | 1999 GN21  | 15 abr 1999 | Socorro             | LINEAR                | —         | MPC                           |
| 38076               | 1999 GA31  | 7 abr 1999  | Socorro             | LINEAR                | —         | MPC                           |
| 38077               | 1999 GY31  | 7 abr 1999  | Socorro             | LINEAR                | —         | MPC                           |
| 38078               | 1999 GW42  | 12 abr 1999 | Socorro             | LINEAR                | —         | MPC                           |
| 38079               | 1999 HF    | 16 abr 1999 | Xinglong            | SCAP                  | —         | MPC                           |
| 38080               | 1999 HN1   | 17 abr 1999 | Socorro             | LINEAR                | —         | MPC                           |
| 38081               | 1999 HC10  | 17 abr 1999 | Socorro             | LINEAR                | —         | MPC                           |
| 38082               | 1999 HO11  | 17 abr 1999 | Catalina            | CSS                   | —         | MPC                           |
| 38083 Radamanto     | 1999 HX11  | 17 abr 1999 | Kitt Peak           | DES                   | —         | MPC                           |
| 38084               | 1999 HB12  | 18 abr 1999 | Kitt Peak           | M. W. Buie, R. Millis | Pallas    | MPC                           |
| 38085               | 1999 HO12  | 17 abr 1999 | Socorro             | LINEAR                | —         | MPC                           |
| 38086 Beowulf       | 1999 JB    | 5 mai 1999  | Anderson Mesa       | LONEOS                | —         | MPC                           |
| 38087               | 1999 JN    | 6 mai 1999  | Gekko               | T. Kagawa             | —         | MPC                           |
| 38088               | 1999 JS1   | 8 mai 1999  | Catalina            | CSS                   | —         | MPC                           |
| 38089               | 1999 JV1   | 8 mai 1999  | Catalina            | CSS                   | Phocaea   | MPC                           |
| 38090               | 1999 JN2   | 8 mai 1999  | Catalina            | CSS                   | —         | MPC                           |
| 38091               | 1999 JT3   | 10 mai 1999 | Anderson Mesa       | LONEOS                | —         | MPC                           |
| 38092               | 1999 JF5   | 10 mai 1999 | Socorro             | LINEAR                | —         | MPC                           |
| 38093               | 1999 JX6   | 8 mai 1999  | Catalina            | CSS                   | —         | MPC                           |
| 38094               | 1999 JM9   | 8 mai 1999  | Catalina            | CSS                   | —         | MPC                           |
| 38095               | 1999 JD10  | 8 mai 1999  | Catalina            | CSS                   | —         | MPC                           |
| 38096               | 1999 JF11  | 9 mai 1999  | Višnjan Observatory | K. Korlević           | Mitidika  | MPC                           |
| 38097               | 1999 JW11  | 12 mai 1999 | Socorro             | LINEAR                | —         | MPC                           |
| 38098               | 1999 JO13  | 10 mai 1999 | Socorro             | LINEAR                | —         | MPC                           |
| 38099               | 1999 JE14  | 13 mai 1999 | Socorro             | LINEAR                | —         | MPC                           |
| 38100               | 1999 JM14  | 15 mai 1999 | Socorro             | LINEAR                | —         | MPC                           |

## 38101–38200
| Designação | Designação | Descoberta  | Descoberta | Descobridor(es) | Categoria | Mais informações / Referência |
| Permanente | Provisória | Data        | Local      | Descobridor(es) | Categoria | Mais informações / Referência |
| ---------- | ---------- | ----------- | ---------- | --------------- | --------- | ----------------------------- |
| 38101      | 1999 JE15  | 15 mai 1999 | Catalina   | CSS             | —         | MPC                           |
| 38102      | 1999 JM18  | 10 mai 1999 | Socorro    | LINEAR          | —         | MPC                           |
| 38103      | 1999 JM19  | 10 mai 1999 | Socorro    | LINEAR          | —         | MPC                           |
| 38104      | 1999 JL20  | 10 mai 1999 | Socorro    | LINEAR          | —         | MPC                           |
| 38105      | 1999 JB21  | 10 mai 1999 | Socorro    | LINEAR          | —         | MPC                           |
| 38106      | 1999 JG23  | 10 mai 1999 | Socorro    | LINEAR          | —         | MPC                           |
| 38107      | 1999 JZ23  | 10 mai 1999 | Socorro    | LINEAR          | —         | MPC                           |
| 38108      | 1999 JB24  | 10 mai 1999 | Socorro    | LINEAR          | —         | MPC                           |
| 38109      | 1999 JQ24  | 10 mai 1999 | Socorro    | LINEAR          | —         | MPC                           |
| 38110      | 1999 JH25  | 10 mai 1999 | Socorro    | LINEAR          | —         | MPC                           |
| 38111      | 1999 JQ26  | 10 mai 1999 | Socorro    | LINEAR          | —         | MPC                           |
| 38112      | 1999 JZ29  | 10 mai 1999 | Socorro    | LINEAR          | —         | MPC                           |
| 38113      | 1999 JB30  | 10 mai 1999 | Socorro    | LINEAR          | —         | MPC                           |
| 38114      | 1999 JO34  | 10 mai 1999 | Socorro    | LINEAR          | —         | MPC                           |
| 38115      | 1999 JJ35  | 10 mai 1999 | Socorro    | LINEAR          | —         | MPC                           |
| 38116      | 1999 JK35  | 10 mai 1999 | Socorro    | LINEAR          | —         | MPC                           |
| 38117      | 1999 JH36  | 10 mai 1999 | Socorro    | LINEAR          | —         | MPC                           |
| 38118      | 1999 JS36  | 10 mai 1999 | Socorro    | LINEAR          | —         | MPC                           |
| 38119      | 1999 JN37  | 10 mai 1999 | Socorro    | LINEAR          | —         | MPC                           |
| 38120      | 1999 JN39  | 10 mai 1999 | Socorro    | LINEAR          | —         | MPC                           |
| 38121      | 1999 JO42  | 10 mai 1999 | Socorro    | LINEAR          | —         | MPC                           |
| 38122      | 1999 JC43  | 10 mai 1999 | Socorro    | LINEAR          | —         | MPC                           |
| 38123      | 1999 JD43  | 10 mai 1999 | Socorro    | LINEAR          | —         | MPC                           |
| 38124      | 1999 JV43  | 10 mai 1999 | Socorro    | LINEAR          | —         | MPC                           |
| 38125      | 1999 JG44  | 10 mai 1999 | Socorro    | LINEAR          | —         | MPC                           |
| 38126      | 1999 JT44  | 10 mai 1999 | Socorro    | LINEAR          | —         | MPC                           |
| 38127      | 1999 JL45  | 10 mai 1999 | Socorro    | LINEAR          | —         | MPC                           |
| 38128      | 1999 JN45  | 10 mai 1999 | Socorro    | LINEAR          | —         | MPC                           |
| 38129      | 1999 JV45  | 10 mai 1999 | Socorro    | LINEAR          | —         | MPC                           |
| 38130      | 1999 JY45  | 10 mai 1999 | Socorro    | LINEAR          | —         | MPC                           |
| 38131      | 1999 JR47  | 10 mai 1999 | Socorro    | LINEAR          | —         | MPC                           |
| 38132      | 1999 JX47  | 10 mai 1999 | Socorro    | LINEAR          | —         | MPC                           |
| 38133      | 1999 JY49  | 10 mai 1999 | Socorro    | LINEAR          | —         | MPC                           |
| 38134      | 1999 JU51  | 10 mai 1999 | Socorro    | LINEAR          | —         | MPC                           |
| 38135      | 1999 JB55  | 10 mai 1999 | Socorro    | LINEAR          | —         | MPC                           |
| 38136      | 1999 JK55  | 10 mai 1999 | Socorro    | LINEAR          | —         | MPC                           |
| 38137      | 1999 JH56  | 10 mai 1999 | Socorro    | LINEAR          | —         | MPC                           |
| 38138      | 1999 JM56  | 10 mai 1999 | Socorro    | LINEAR          | Mitidika  | MPC                           |
| 38139      | 1999 JH57  | 10 mai 1999 | Socorro    | LINEAR          | —         | MPC                           |
| 38140      | 1999 JX58  | 10 mai 1999 | Socorro    | LINEAR          | —         | MPC                           |
| 38141      | 1999 JN59  | 10 mai 1999 | Socorro    | LINEAR          | —         | MPC                           |
| 38142      | 1999 JQ59  | 10 mai 1999 | Socorro    | LINEAR          | —         | MPC                           |
| 38143      | 1999 JV60  | 10 mai 1999 | Socorro    | LINEAR          | —         | MPC                           |
| 38144      | 1999 JD61  | 10 mai 1999 | Socorro    | LINEAR          | —         | MPC                           |
| 38145      | 1999 JF61  | 10 mai 1999 | Socorro    | LINEAR          | —         | MPC                           |
| 38146      | 1999 JK61  | 10 mai 1999 | Socorro    | LINEAR          | —         | MPC                           |
| 38147      | 1999 JN62  | 10 mai 1999 | Socorro    | LINEAR          | —         | MPC                           |
| 38148      | 1999 JU62  | 10 mai 1999 | Socorro    | LINEAR          | —         | MPC                           |
| 38149      | 1999 JY62  | 10 mai 1999 | Socorro    | LINEAR          | —         | MPC                           |
| 38150      | 1999 JX64  | 10 mai 1999 | Socorro    | LINEAR          | —         | MPC                           |
| 38151      | 1999 JT65  | 12 mai 1999 | Socorro    | LINEAR          | —         | MPC                           |
| 38152      | 1999 JY66  | 12 mai 1999 | Socorro    | LINEAR          | —         | MPC                           |
| 38153      | 1999 JW67  | 12 mai 1999 | Socorro    | LINEAR          | —         | MPC                           |
| 38154      | 1999 JU68  | 12 mai 1999 | Socorro    | LINEAR          | —         | MPC                           |
| 38155      | 1999 JJ69  | 12 mai 1999 | Socorro    | LINEAR          | —         | MPC                           |
| 38156      | 1999 JQ71  | 12 mai 1999 | Socorro    | LINEAR          | —         | MPC                           |
| 38157      | 1999 JC72  | 12 mai 1999 | Socorro    | LINEAR          | —         | MPC                           |
| 38158      | 1999 JS72  | 12 mai 1999 | Socorro    | LINEAR          | —         | MPC                           |
| 38159      | 1999 JB73  | 12 mai 1999 | Socorro    | LINEAR          | —         | MPC                           |
| 38160      | 1999 JG74  | 12 mai 1999 | Socorro    | LINEAR          | —         | MPC                           |
| 38161      | 1999 JN74  | 12 mai 1999 | Socorro    | LINEAR          | —         | MPC                           |
| 38162      | 1999 JB77  | 12 mai 1999 | Socorro    | LINEAR          | —         | MPC                           |
| 38163      | 1999 JP77  | 12 mai 1999 | Socorro    | LINEAR          | —         | MPC                           |
| 38164      | 1999 JB78  | 12 mai 1999 | Socorro    | LINEAR          | —         | MPC                           |
| 38165      | 1999 JQ80  | 12 mai 1999 | Socorro    | LINEAR          | —         | MPC                           |
| 38166      | 1999 JV84  | 13 mai 1999 | Socorro    | LINEAR          | —         | MPC                           |
| 38167      | 1999 JU88  | 12 mai 1999 | Socorro    | LINEAR          | —         | MPC                           |
| 38168      | 1999 JZ91  | 12 mai 1999 | Socorro    | LINEAR          | —         | MPC                           |
| 38169      | 1999 JE98  | 12 mai 1999 | Socorro    | LINEAR          | —         | MPC                           |
| 38170      | 1999 JR98  | 12 mai 1999 | Socorro    | LINEAR          | —         | MPC                           |
| 38171      | 1999 JM103 | 13 mai 1999 | Socorro    | LINEAR          | —         | MPC                           |
| 38172      | 1999 JR107 | 13 mai 1999 | Socorro    | LINEAR          | —         | MPC                           |
| 38173      | 1999 JZ112 | 13 mai 1999 | Socorro    | LINEAR          | —         | MPC                           |
| 38174      | 1999 JA113 | 13 mai 1999 | Socorro    | LINEAR          | —         | MPC                           |
| 38175      | 1999 JQ118 | 13 mai 1999 | Socorro    | LINEAR          | —         | MPC                           |
| 38176      | 1999 JR119 | 13 mai 1999 | Socorro    | LINEAR          | —         | MPC                           |
| 38177      | 1999 JY120 | 13 mai 1999 | Socorro    | LINEAR          | —         | MPC                           |
| 38178      | 1999 JA122 | 13 mai 1999 | Socorro    | LINEAR          | —         | MPC                           |
| 38179      | 1999 JV122 | 13 mai 1999 | Socorro    | LINEAR          | —         | MPC                           |
| 38180      | 1999 JR123 | 13 mai 1999 | Socorro    | LINEAR          | —         | MPC                           |
| 38181      | 1999 JG124 | 15 mai 1999 | Socorro    | LINEAR          | —         | MPC                           |
| 38182      | 1999 JG125 | 10 mai 1999 | Socorro    | LINEAR          | —         | MPC                           |
| 38183      | 1999 JM125 | 10 mai 1999 | Socorro    | LINEAR          | —         | MPC                           |
| 38184      | 1999 KF    | 16 mai 1999 | Kitt Peak  | Spacewatch      | Chloris   | MPC                           |
| 38185      | 1999 KJ    | 16 mai 1999 | Kitt Peak  | Spacewatch      | —         | MPC                           |
| 38186      | 1999 KV    | 17 mai 1999 | Catalina   | CSS             | —         | MPC                           |
| 38187      | 1999 KH7   | 17 mai 1999 | Socorro    | LINEAR          | —         | MPC                           |
| 38188      | 1999 KX11  | 18 mai 1999 | Socorro    | LINEAR          | —         | MPC                           |
| 38189      | 1999 KT14  | 18 mai 1999 | Socorro    | LINEAR          | —         | MPC                           |
| 38190      | 1999 KU14  | 18 mai 1999 | Socorro    | LINEAR          | —         | MPC                           |
| 38191      | 1999 KF15  | 18 mai 1999 | Socorro    | LINEAR          | —         | MPC                           |
| 38192      | 1999 LP6   | 7 jun 1999  | Kitt Peak  | Spacewatch      | —         | MPC                           |
| 38193      | 1999 LB8   | 8 jun 1999  | Socorro    | LINEAR          | —         | MPC                           |
| 38194      | 1999 LS13  | 9 jun 1999  | Socorro    | LINEAR          | —         | MPC                           |
| 38195      | 1999 LD14  | 9 jun 1999  | Socorro    | LINEAR          | —         | MPC                           |
| 38196      | 1999 LQ15  | 12 jun 1999 | Socorro    | LINEAR          | —         | MPC                           |
| 38197      | 1999 LC19  | 9 jun 1999  | Socorro    | LINEAR          | —         | MPC                           |
| 38198      | 1999 LM19  | 9 jun 1999  | Socorro    | LINEAR          | —         | MPC                           |
| 38199      | 1999 LO24  | 9 jun 1999  | Socorro    | LINEAR          | —         | MPC                           |
| 38200      | 1999 LR26  | 9 jun 1999  | Socorro    | LINEAR          | —         | MPC                           |

## 38201–38300
| Designação         | Designação | Descoberta  | Descoberta              | Descobridor(es)         | Categoria | Mais informações / Referência |
| Permanente         | Provisória | Data        | Local                   | Descobridor(es)         | Categoria | Mais informações / Referência |
| ------------------ | ---------- | ----------- | ----------------------- | ----------------------- | --------- | ----------------------------- |
| 38201              | 1999 LF27  | 9 jun 1999  | Socorro                 | LINEAR                  | —         | MPC                           |
| 38202              | 1999 LM33  | 10 jun 1999 | Palomar                 | NEAT                    | —         | MPC                           |
| 38203 Sanner       | 1999 MJ    | 19 jun 1999 | Junk Bond               | J. Medkeff, D. Healy    | —         | MPC                           |
| 38204              | 1999 MT    | 16 jun 1999 | Višnjan Observatory     | K. Korlević             | —         | MPC                           |
| 38205              | 1999 MH1   | 20 jun 1999 | Anderson Mesa           | LONEOS                  | Phocaea   | MPC                           |
| 38206              | 1999 ML1   | 20 jun 1999 | Anderson Mesa           | LONEOS                  | —         | MPC                           |
| 38207              | 1999 MM1   | 20 jun 1999 | Anderson Mesa           | LONEOS                  | Mitidika  | MPC                           |
| 38208              | 1999 MO1   | 20 jun 1999 | Anderson Mesa           | LONEOS                  | —         | MPC                           |
| 38209              | 1999 NE    | 4 jul 1999  | Woomera                 | F. B. Zoltowski         | —         | MPC                           |
| 38210              | 1999 NP4   | 13 jul 1999 | Reedy Creek             | J. Broughton            | —         | MPC                           |
| 38211              | 1999 NV4   | 12 jul 1999 | Višnjan Observatory     | K. Korlević             | —         | MPC                           |
| 38212              | 1999 NM5   | 13 jul 1999 | Socorro                 | LINEAR                  | —         | MPC                           |
| 38213              | 1999 NU6   | 13 jul 1999 | Socorro                 | LINEAR                  | —         | MPC                           |
| 38214              | 1999 NA8   | 13 jul 1999 | Socorro                 | LINEAR                  | —         | MPC                           |
| 38215              | 1999 NX9   | 13 jul 1999 | Socorro                 | LINEAR                  | Eos       | MPC                           |
| 38216              | 1999 NP10  | 13 jul 1999 | Socorro                 | LINEAR                  | —         | MPC                           |
| 38217              | 1999 NB12  | 13 jul 1999 | Socorro                 | LINEAR                  | —         | MPC                           |
| 38218              | 1999 NY13  | 14 jul 1999 | Socorro                 | LINEAR                  | —         | MPC                           |
| 38219              | 1999 NW19  | 14 jul 1999 | Socorro                 | LINEAR                  | —         | MPC                           |
| 38220              | 1999 NV23  | 14 jul 1999 | Socorro                 | LINEAR                  | —         | MPC                           |
| 38221              | 1999 NB28  | 14 jul 1999 | Socorro                 | LINEAR                  | —         | MPC                           |
| 38222              | 1999 NP31  | 14 jul 1999 | Socorro                 | LINEAR                  | —         | MPC                           |
| 38223              | 1999 NG38  | 14 jul 1999 | Socorro                 | LINEAR                  | —         | MPC                           |
| 38224              | 1999 NC41  | 14 jul 1999 | Socorro                 | LINEAR                  | —         | MPC                           |
| 38225              | 1999 NT48  | 13 jul 1999 | Socorro                 | LINEAR                  | —         | MPC                           |
| 38226              | 1999 NG50  | 13 jul 1999 | Socorro                 | LINEAR                  | Phocaea   | MPC                           |
| 38227              | 1999 NJ50  | 13 jul 1999 | Socorro                 | LINEAR                  | —         | MPC                           |
| 38228              | 1999 NH52  | 12 jul 1999 | Socorro                 | LINEAR                  | —         | MPC                           |
| 38229              | 1999 NG53  | 12 jul 1999 | Socorro                 | LINEAR                  | —         | MPC                           |
| 38230              | 1999 NP53  | 12 jul 1999 | Socorro                 | LINEAR                  | —         | MPC                           |
| 38231              | 1999 NF54  | 12 jul 1999 | Socorro                 | LINEAR                  | —         | MPC                           |
| 38232              | 1999 NW55  | 12 jul 1999 | Socorro                 | LINEAR                  | —         | MPC                           |
| 38233              | 1999 NS57  | 13 jul 1999 | Socorro                 | LINEAR                  | —         | MPC                           |
| 38234              | 1999 NA59  | 13 jul 1999 | Socorro                 | LINEAR                  | —         | MPC                           |
| 38235              | 1999 NJ63  | 14 jul 1999 | Socorro                 | LINEAR                  | —         | MPC                           |
| 38236              | 1999 NC64  | 14 jul 1999 | Socorro                 | LINEAR                  | —         | MPC                           |
| 38237 Roche        | 1999 OF    | 16 jul 1999 | Pises                   | Pises Obs.              | —         | MPC                           |
| 38238 Holíč        | 1999 OW    | 18 jul 1999 | Modra                   | Š. Gajdoš, D. Kalmančok | —         | MPC                           |
| 38239              | 1999 OR3   | 27 jul 1999 | Socorro                 | LINEAR                  | —         | MPC                           |
| 38240              | 1999 PB1   | 8 ago 1999  | Ondřejov                | L. Kotková              | —         | MPC                           |
| 38241              | 1999 PU1   | 9 ago 1999  | Reedy Creek             | J. Broughton            | —         | MPC                           |
| 38242              | 1999 PB2   | 10 ago 1999 | Reedy Creek             | J. Broughton            | —         | MPC                           |
| 38243              | 1999 PB4   | 13 ago 1999 | Reedy Creek             | J. Broughton            | —         | MPC                           |
| 38244              | 1999 PD4   | 13 ago 1999 | Reedy Creek             | J. Broughton            | —         | MPC                           |
| 38245 Marcospontes | 1999 PF4   | 12 ago 1999 | Wykrota                 | C. Jacques, L. Duczmal  | —         | MPC                           |
| 38246 Palupín      | 1999 PL4   | 14 ago 1999 | Kleť                    | J. Tichá, M. Tichý      | —         | MPC                           |
| 38247              | 1999 QE    | 18 ago 1999 | Monte Agliale           | S. Donati               | —         | MPC                           |
| 38248              | 1999 QX    | 17 ago 1999 | Kitt Peak               | Spacewatch              | Eos       | MPC                           |
| 38249              | 1999 QJ2   | 24 ago 1999 | Farpoint                | G. Bell                 | —         | MPC                           |
| 38250 Tartois      | 1999 QS2   | 31 ago 1999 | Blauvac                 | R. Roy                  | —         | MPC                           |
| 38251              | 1999 RY    | 4 set 1999  | Catalina                | CSS                     | —         | MPC                           |
| 38252              | 1999 RM6   | 3 set 1999  | Kitt Peak               | Spacewatch              | —         | MPC                           |
| 38253              | 1999 RM9   | 4 set 1999  | Kitt Peak               | Spacewatch              | —         | MPC                           |
| 38254              | 1999 RV9   | 6 set 1999  | Kitt Peak               | Spacewatch              | —         | MPC                           |
| 38255              | 1999 RH10  | 7 set 1999  | Socorro                 | LINEAR                  | —         | MPC                           |
| 38256              | 1999 RH12  | 7 set 1999  | Socorro                 | LINEAR                  | —         | MPC                           |
| 38257              | 1999 RC13  | 7 set 1999  | Socorro                 | LINEAR                  | —         | MPC                           |
| 38258              | 1999 RD14  | 7 set 1999  | Socorro                 | LINEAR                  | —         | MPC                           |
| 38259              | 1999 RR14  | 7 set 1999  | Socorro                 | LINEAR                  | —         | MPC                           |
| 38260              | 1999 RK15  | 7 set 1999  | Socorro                 | LINEAR                  | —         | MPC                           |
| 38261              | 1999 RY16  | 7 set 1999  | Socorro                 | LINEAR                  | —         | MPC                           |
| 38262              | 1999 RB20  | 7 set 1999  | Socorro                 | LINEAR                  | Ursula    | MPC                           |
| 38263              | 1999 RC20  | 7 set 1999  | Socorro                 | LINEAR                  | —         | MPC                           |
| 38264              | 1999 RC22  | 7 set 1999  | Socorro                 | LINEAR                  | —         | MPC                           |
| 38265              | 1999 RT22  | 7 set 1999  | Socorro                 | LINEAR                  | —         | MPC                           |
| 38266              | 1999 RH23  | 7 set 1999  | Socorro                 | LINEAR                  | —         | MPC                           |
| 38267              | 1999 RB26  | 7 set 1999  | Socorro                 | LINEAR                  | —         | MPC                           |
| 38268 Zenkert      | 1999 RV32  | 9 set 1999  | Drebach                 | A. Knöfel               | —         | MPC                           |
| 38269 Gueymard     | 1999 RN33  | 10 set 1999 | Needville               | W. G. Dillon, K. Rivich | —         | MPC                           |
| 38270 Wettzell     | 1999 RJ35  | 11 set 1999 | Starkenburg Observatory | Starkenburg Obs.        | —         | MPC                           |
| 38271              | 1999 RW35  | 12 set 1999 | Ondřejov                | M. Wolf, P. Pravec      | —         | MPC                           |
| 38272              | 1999 RW41  | 13 set 1999 | Višnjan Observatory     | K. Korlević             | —         | MPC                           |
| 38273              | 1999 RN42  | 14 set 1999 | Višnjan Observatory     | K. Korlević             | —         | MPC                           |
| 38274              | 1999 RR44  | 14 set 1999 | Višnjan Observatory     | K. Korlević             | —         | MPC                           |
| 38275              | 1999 RH48  | 7 set 1999  | Socorro                 | LINEAR                  | —         | MPC                           |
| 38276              | 1999 RH49  | 7 set 1999  | Socorro                 | LINEAR                  | —         | MPC                           |
| 38277              | 1999 RP49  | 7 set 1999  | Socorro                 | LINEAR                  | —         | MPC                           |
| 38278              | 1999 RD51  | 7 set 1999  | Socorro                 | LINEAR                  | —         | MPC                           |
| 38279              | 1999 RU51  | 7 set 1999  | Socorro                 | LINEAR                  | —         | MPC                           |
| 38280              | 1999 RO52  | 7 set 1999  | Socorro                 | LINEAR                  | —         | MPC                           |
| 38281              | 1999 RP52  | 7 set 1999  | Socorro                 | LINEAR                  | Phocaea   | MPC                           |
| 38282              | 1999 RM56  | 7 set 1999  | Socorro                 | LINEAR                  | —         | MPC                           |
| 38283              | 1999 RK59  | 7 set 1999  | Socorro                 | LINEAR                  | —         | MPC                           |
| 38284              | 1999 RD60  | 7 set 1999  | Socorro                 | LINEAR                  | —         | MPC                           |
| 38285              | 1999 RS61  | 7 set 1999  | Socorro                 | LINEAR                  | —         | MPC                           |
| 38286              | 1999 RP62  | 7 set 1999  | Socorro                 | LINEAR                  | Mitidika  | MPC                           |
| 38287              | 1999 RQ64  | 7 set 1999  | Socorro                 | LINEAR                  | —         | MPC                           |
| 38288              | 1999 RZ68  | 7 set 1999  | Socorro                 | LINEAR                  | —         | MPC                           |
| 38289              | 1999 RM70  | 7 set 1999  | Socorro                 | LINEAR                  | —         | MPC                           |
| 38290              | 1999 RY71  | 7 set 1999  | Socorro                 | LINEAR                  | Brangane  | MPC                           |
| 38291              | 1999 RG74  | 7 set 1999  | Socorro                 | LINEAR                  | —         | MPC                           |
| 38292              | 1999 RA77  | 7 set 1999  | Socorro                 | LINEAR                  | Juno      | MPC                           |
| 38293              | 1999 RK85  | 7 set 1999  | Socorro                 | LINEAR                  | —         | MPC                           |
| 38294              | 1999 RM85  | 7 set 1999  | Socorro                 | LINEAR                  | —         | MPC                           |
| 38295              | 1999 RA87  | 7 set 1999  | Socorro                 | LINEAR                  | —         | MPC                           |
| 38296              | 1999 RD87  | 7 set 1999  | Socorro                 | LINEAR                  | —         | MPC                           |
| 38297              | 1999 RE87  | 7 set 1999  | Socorro                 | LINEAR                  | —         | MPC                           |
| 38298              | 1999 RD88  | 7 set 1999  | Socorro                 | LINEAR                  | —         | MPC                           |
| 38299              | 1999 RK88  | 7 set 1999  | Socorro                 | LINEAR                  | —         | MPC                           |
| 38300              | 1999 RF90  | 7 set 1999  | Socorro                 | LINEAR                  | —         | MPC                           |

## 38301–38400
| Designação | Designação | Descoberta  | Descoberta | Descobridor(es) | Categoria | Mais informações / Referência |
| Permanente | Provisória | Data        | Local      | Descobridor(es) | Categoria | Mais informações / Referência |
| ---------- | ---------- | ----------- | ---------- | --------------- | --------- | ----------------------------- |
| 38301      | 1999 RH92  | 7 set 1999  | Socorro    | LINEAR          | —         | MPC                           |
| 38302      | 1999 RL92  | 7 set 1999  | Socorro    | LINEAR          | —         | MPC                           |
| 38303      | 1999 RB93  | 7 set 1999  | Socorro    | LINEAR          | —         | MPC                           |
| 38304      | 1999 RJ93  | 7 set 1999  | Socorro    | LINEAR          | —         | MPC                           |
| 38305      | 1999 RM96  | 7 set 1999  | Socorro    | LINEAR          | —         | MPC                           |
| 38306      | 1999 RB99  | 7 set 1999  | Socorro    | LINEAR          | —         | MPC                           |
| 38307      | 1999 RM102 | 8 set 1999  | Socorro    | LINEAR          | —         | MPC                           |
| 38308      | 1999 RY102 | 8 set 1999  | Socorro    | LINEAR          | —         | MPC                           |
| 38309      | 1999 RP103 | 8 set 1999  | Socorro    | LINEAR          | —         | MPC                           |
| 38310      | 1999 RH105 | 8 set 1999  | Socorro    | LINEAR          | —         | MPC                           |
| 38311      | 1999 RV106 | 8 set 1999  | Socorro    | LINEAR          | —         | MPC                           |
| 38312      | 1999 RO107 | 8 set 1999  | Socorro    | LINEAR          | —         | MPC                           |
| 38313      | 1999 RV111 | 9 set 1999  | Socorro    | LINEAR          | —         | MPC                           |
| 38314      | 1999 RR112 | 9 set 1999  | Socorro    | LINEAR          | —         | MPC                           |
| 38315      | 1999 RS112 | 9 set 1999  | Socorro    | LINEAR          | —         | MPC                           |
| 38316      | 1999 RB113 | 9 set 1999  | Socorro    | LINEAR          | —         | MPC                           |
| 38317      | 1999 RJ115 | 9 set 1999  | Socorro    | LINEAR          | —         | MPC                           |
| 38318      | 1999 RM116 | 9 set 1999  | Socorro    | LINEAR          | —         | MPC                           |
| 38319      | 1999 RG117 | 9 set 1999  | Socorro    | LINEAR          | —         | MPC                           |
| 38320      | 1999 RT120 | 9 set 1999  | Socorro    | LINEAR          | —         | MPC                           |
| 38321      | 1999 RQ121 | 9 set 1999  | Socorro    | LINEAR          | —         | MPC                           |
| 38322      | 1999 RU126 | 9 set 1999  | Socorro    | LINEAR          | —         | MPC                           |
| 38323      | 1999 RB127 | 9 set 1999  | Socorro    | LINEAR          | —         | MPC                           |
| 38324      | 1999 RA128 | 9 set 1999  | Socorro    | LINEAR          | —         | MPC                           |
| 38325      | 1999 RD128 | 9 set 1999  | Socorro    | LINEAR          | —         | MPC                           |
| 38326      | 1999 RU128 | 9 set 1999  | Socorro    | LINEAR          | Chimaera  | MPC                           |
| 38327      | 1999 RX128 | 9 set 1999  | Socorro    | LINEAR          | —         | MPC                           |
| 38328      | 1999 RZ128 | 9 set 1999  | Socorro    | LINEAR          | —         | MPC                           |
| 38329      | 1999 RO129 | 9 set 1999  | Socorro    | LINEAR          | —         | MPC                           |
| 38330      | 1999 RN130 | 9 set 1999  | Socorro    | LINEAR          | —         | MPC                           |
| 38331      | 1999 RT130 | 9 set 1999  | Socorro    | LINEAR          | —         | MPC                           |
| 38332      | 1999 RF131 | 9 set 1999  | Socorro    | LINEAR          | —         | MPC                           |
| 38333      | 1999 RE132 | 9 set 1999  | Socorro    | LINEAR          | —         | MPC                           |
| 38334      | 1999 RK133 | 9 set 1999  | Socorro    | LINEAR          | —         | MPC                           |
| 38335      | 1999 RN134 | 9 set 1999  | Socorro    | LINEAR          | —         | MPC                           |
| 38336      | 1999 RZ134 | 9 set 1999  | Socorro    | LINEAR          | —         | MPC                           |
| 38337      | 1999 RP136 | 9 set 1999  | Socorro    | LINEAR          | —         | MPC                           |
| 38338      | 1999 RA137 | 9 set 1999  | Socorro    | LINEAR          | —         | MPC                           |
| 38339      | 1999 RH137 | 9 set 1999  | Socorro    | LINEAR          | —         | MPC                           |
| 38340      | 1999 RO137 | 9 set 1999  | Socorro    | LINEAR          | —         | MPC                           |
| 38341      | 1999 RB139 | 9 set 1999  | Socorro    | LINEAR          | —         | MPC                           |
| 38342      | 1999 RT139 | 9 set 1999  | Socorro    | LINEAR          | —         | MPC                           |
| 38343      | 1999 RG140 | 9 set 1999  | Socorro    | LINEAR          | —         | MPC                           |
| 38344      | 1999 RS140 | 9 set 1999  | Socorro    | LINEAR          | —         | MPC                           |
| 38345      | 1999 RO141 | 9 set 1999  | Socorro    | LINEAR          | —         | MPC                           |
| 38346      | 1999 RL143 | 9 set 1999  | Socorro    | LINEAR          | —         | MPC                           |
| 38347      | 1999 RS143 | 9 set 1999  | Socorro    | LINEAR          | —         | MPC                           |
| 38348      | 1999 RQ145 | 9 set 1999  | Socorro    | LINEAR          | —         | MPC                           |
| 38349      | 1999 RJ149 | 9 set 1999  | Socorro    | LINEAR          | Brangane  | MPC                           |
| 38350      | 1999 RS149 | 9 set 1999  | Socorro    | LINEAR          | —         | MPC                           |
| 38351      | 1999 RQ150 | 9 set 1999  | Socorro    | LINEAR          | —         | MPC                           |
| 38352      | 1999 RF151 | 9 set 1999  | Socorro    | LINEAR          | —         | MPC                           |
| 38353      | 1999 RL151 | 9 set 1999  | Socorro    | LINEAR          | —         | MPC                           |
| 38354      | 1999 RM151 | 9 set 1999  | Socorro    | LINEAR          | —         | MPC                           |
| 38355      | 1999 RB152 | 9 set 1999  | Socorro    | LINEAR          | —         | MPC                           |
| 38356      | 1999 RS152 | 9 set 1999  | Socorro    | LINEAR          | —         | MPC                           |
| 38357      | 1999 RE154 | 9 set 1999  | Socorro    | LINEAR          | —         | MPC                           |
| 38358      | 1999 RG154 | 9 set 1999  | Socorro    | LINEAR          | —         | MPC                           |
| 38359      | 1999 RJ154 | 9 set 1999  | Socorro    | LINEAR          | —         | MPC                           |
| 38360      | 1999 RM154 | 9 set 1999  | Socorro    | LINEAR          | —         | MPC                           |
| 38361      | 1999 RY154 | 9 set 1999  | Socorro    | LINEAR          | Brangane  | MPC                           |
| 38362      | 1999 RW155 | 9 set 1999  | Socorro    | LINEAR          | —         | MPC                           |
| 38363      | 1999 RS156 | 9 set 1999  | Socorro    | LINEAR          | —         | MPC                           |
| 38364      | 1999 RT157 | 9 set 1999  | Socorro    | LINEAR          | Ursula    | MPC                           |
| 38365      | 1999 RE158 | 9 set 1999  | Socorro    | LINEAR          | —         | MPC                           |
| 38366      | 1999 RF158 | 9 set 1999  | Socorro    | LINEAR          | —         | MPC                           |
| 38367      | 1999 RZ162 | 9 set 1999  | Socorro    | LINEAR          | —         | MPC                           |
| 38368      | 1999 RQ164 | 9 set 1999  | Socorro    | LINEAR          | —         | MPC                           |
| 38369      | 1999 RX164 | 9 set 1999  | Socorro    | LINEAR          | —         | MPC                           |
| 38370      | 1999 RB165 | 9 set 1999  | Socorro    | LINEAR          | —         | MPC                           |
| 38371      | 1999 RO167 | 9 set 1999  | Socorro    | LINEAR          | Brangane  | MPC                           |
| 38372      | 1999 RK168 | 9 set 1999  | Socorro    | LINEAR          | —         | MPC                           |
| 38373      | 1999 RG172 | 9 set 1999  | Socorro    | LINEAR          | —         | MPC                           |
| 38374      | 1999 RY172 | 9 set 1999  | Socorro    | LINEAR          | —         | MPC                           |
| 38375      | 1999 RC173 | 9 set 1999  | Socorro    | LINEAR          | —         | MPC                           |
| 38376      | 1999 RH174 | 9 set 1999  | Socorro    | LINEAR          | —         | MPC                           |
| 38377      | 1999 RM174 | 9 set 1999  | Socorro    | LINEAR          | —         | MPC                           |
| 38378      | 1999 RK175 | 9 set 1999  | Socorro    | LINEAR          | —         | MPC                           |
| 38379      | 1999 RQ175 | 9 set 1999  | Socorro    | LINEAR          | —         | MPC                           |
| 38380      | 1999 RR175 | 9 set 1999  | Socorro    | LINEAR          | —         | MPC                           |
| 38381      | 1999 RV175 | 9 set 1999  | Socorro    | LINEAR          | —         | MPC                           |
| 38382      | 1999 RZ175 | 9 set 1999  | Socorro    | LINEAR          | —         | MPC                           |
| 38383      | 1999 RF176 | 9 set 1999  | Socorro    | LINEAR          | —         | MPC                           |
| 38384      | 1999 RX180 | 9 set 1999  | Socorro    | LINEAR          | —         | MPC                           |
| 38385      | 1999 RT181 | 9 set 1999  | Socorro    | LINEAR          | —         | MPC                           |
| 38386      | 1999 RH182 | 9 set 1999  | Socorro    | LINEAR          | Brangane  | MPC                           |
| 38387      | 1999 RB184 | 9 set 1999  | Socorro    | LINEAR          | —         | MPC                           |
| 38388      | 1999 RG186 | 9 set 1999  | Socorro    | LINEAR          | —         | MPC                           |
| 38389      | 1999 RJ187 | 9 set 1999  | Socorro    | LINEAR          | —         | MPC                           |
| 38390      | 1999 RO187 | 9 set 1999  | Socorro    | LINEAR          | —         | MPC                           |
| 38391      | 1999 RD188 | 9 set 1999  | Socorro    | LINEAR          | —         | MPC                           |
| 38392      | 1999 RQ189 | 9 set 1999  | Socorro    | LINEAR          | —         | MPC                           |
| 38393      | 1999 RD191 | 11 set 1999 | Socorro    | LINEAR          | —         | MPC                           |
| 38394      | 1999 RY192 | 13 set 1999 | Socorro    | LINEAR          | —         | MPC                           |
| 38395      | 1999 RR193 | 15 set 1999 | Kitt Peak  | Spacewatch      | —         | MPC                           |
| 38396      | 1999 RU193 | 7 set 1999  | Socorro    | LINEAR          | —         | MPC                           |
| 38397      | 1999 RY193 | 7 set 1999  | Socorro    | LINEAR          | —         | MPC                           |
| 38398      | 1999 RC195 | 8 set 1999  | Socorro    | LINEAR          | —         | MPC                           |
| 38399      | 1999 RO196 | 8 set 1999  | Socorro    | LINEAR          | Phocaea   | MPC                           |
| 38400      | 1999 RX196 | 8 set 1999  | Socorro    | LINEAR          | —         | MPC                           |

## 38401–38500
| Designação      | Designação | Descoberta  | Descoberta          | Descobridor(es)        | Categoria | Mais informações / Referência |
| Permanente      | Provisória | Data        | Local               | Descobridor(es)        | Categoria | Mais informações / Referência |
| --------------- | ---------- | ----------- | ------------------- | ---------------------- | --------- | ----------------------------- |
| 38401           | 1999 RJ197 | 8 set 1999  | Socorro             | LINEAR                 | —         | MPC                           |
| 38402           | 1999 RP197 | 8 set 1999  | Socorro             | LINEAR                 | —         | MPC                           |
| 38403           | 1999 RU197 | 8 set 1999  | Socorro             | LINEAR                 | —         | MPC                           |
| 38404           | 1999 RF202 | 8 set 1999  | Socorro             | LINEAR                 | —         | MPC                           |
| 38405           | 1999 RS202 | 8 set 1999  | Socorro             | LINEAR                 | —         | MPC                           |
| 38406           | 1999 RS203 | 8 set 1999  | Socorro             | LINEAR                 | —         | MPC                           |
| 38407           | 1999 RF204 | 8 set 1999  | Socorro             | LINEAR                 | —         | MPC                           |
| 38408           | 1999 RN204 | 8 set 1999  | Socorro             | LINEAR                 | —         | MPC                           |
| 38409           | 1999 RK205 | 8 set 1999  | Socorro             | LINEAR                 | —         | MPC                           |
| 38410           | 1999 RT208 | 8 set 1999  | Socorro             | LINEAR                 | —         | MPC                           |
| 38411           | 1999 RQ210 | 8 set 1999  | Socorro             | LINEAR                 | —         | MPC                           |
| 38412           | 1999 RX210 | 8 set 1999  | Socorro             | LINEAR                 | —         | MPC                           |
| 38413           | 1999 RY211 | 8 set 1999  | Socorro             | LINEAR                 | —         | MPC                           |
| 38414           | 1999 RT213 | 13 set 1999 | Kitt Peak           | Spacewatch             | —         | MPC                           |
| 38415           | 1999 RU213 | 13 set 1999 | Kitt Peak           | Spacewatch             | —         | MPC                           |
| 38416           | 1999 RV213 | 13 set 1999 | Kitt Peak           | Spacewatch             | —         | MPC                           |
| 38417           | 1999 RN218 | 4 set 1999  | Catalina            | CSS                    | —         | MPC                           |
| 38418           | 1999 RW218 | 5 set 1999  | Kitt Peak           | Spacewatch             | —         | MPC                           |
| 38419           | 1999 RX219 | 4 set 1999  | Catalina            | CSS                    | —         | MPC                           |
| 38420           | 1999 RV221 | 5 set 1999  | Catalina            | CSS                    | Brangane  | MPC                           |
| 38421           | 1999 RZ221 | 6 set 1999  | Catalina            | CSS                    | —         | MPC                           |
| 38422           | 1999 RJ226 | 4 set 1999  | Anderson Mesa       | LONEOS                 | —         | MPC                           |
| 38423           | 1999 RS226 | 5 set 1999  | Catalina            | CSS                    | —         | MPC                           |
| 38424           | 1999 RU228 | 5 set 1999  | Catalina            | CSS                    | —         | MPC                           |
| 38425           | 1999 RO230 | 8 set 1999  | Catalina            | CSS                    | —         | MPC                           |
| 38426           | 1999 RT230 | 8 set 1999  | Catalina            | CSS                    | —         | MPC                           |
| 38427           | 1999 RB231 | 8 set 1999  | Catalina            | CSS                    | —         | MPC                           |
| 38428           | 1999 RQ231 | 9 set 1999  | Anderson Mesa       | LONEOS                 | —         | MPC                           |
| 38429           | 1999 RX231 | 9 set 1999  | Anderson Mesa       | LONEOS                 | Brangane  | MPC                           |
| 38430           | 1999 RG232 | 9 set 1999  | Anderson Mesa       | LONEOS                 | —         | MPC                           |
| 38431           | 1999 RR232 | 8 set 1999  | Catalina            | CSS                    | —         | MPC                           |
| 38432           | 1999 RU235 | 8 set 1999  | Catalina            | CSS                    | Brangane  | MPC                           |
| 38433           | 1999 RL236 | 8 set 1999  | Catalina            | CSS                    | —         | MPC                           |
| 38434           | 1999 RX236 | 8 set 1999  | Catalina            | CSS                    | —         | MPC                           |
| 38435           | 1999 RA241 | 11 set 1999 | Anderson Mesa       | LONEOS                 | —         | MPC                           |
| 38436           | 1999 RS241 | 14 set 1999 | Catalina            | CSS                    | —         | MPC                           |
| 38437           | 1999 RV242 | 4 set 1999  | Anderson Mesa       | LONEOS                 | —         | MPC                           |
| 38438           | 1999 RC249 | 7 set 1999  | Socorro             | LINEAR                 | —         | MPC                           |
| 38439           | 1999 SQ4   | 29 set 1999 | Višnjan Observatory | K. Korlević            | —         | MPC                           |
| 38440           | 1999 SA5   | 29 set 1999 | Socorro             | LINEAR                 | —         | MPC                           |
| 38441           | 1999 SN6   | 30 set 1999 | Socorro             | LINEAR                 | Brangane  | MPC                           |
| 38442 Szilárd   | 1999 SU6   | 24 set 1999 | Piszkéstető         | K. Sárneczky, G. Szabó | —         | MPC                           |
| 38443           | 1999 SM7   | 29 set 1999 | Socorro             | LINEAR                 | Brangane  | MPC                           |
| 38444           | 1999 SY9   | 29 set 1999 | Woomera             | F. B. Zoltowski        | —         | MPC                           |
| 38445           | 1999 SB12  | 30 set 1999 | Catalina            | CSS                    | —         | MPC                           |
| 38446           | 1999 SK17  | 30 set 1999 | Socorro             | LINEAR                 | —         | MPC                           |
| 38447           | 1999 SO18  | 30 set 1999 | Socorro             | LINEAR                 | —         | MPC                           |
| 38448           | 1999 SS18  | 30 set 1999 | Socorro             | LINEAR                 | —         | MPC                           |
| 38449           | 1999 SM22  | 30 set 1999 | Kitt Peak           | Spacewatch             | —         | MPC                           |
| 38450           | 1999 TH    | 2 out 1999  | Prescott            | P. G. Comba            | —         | MPC                           |
| 38451           | 1999 TU    | 1 out 1999  | Višnjan Observatory | K. Korlević            | —         | MPC                           |
| 38452           | 1999 TE1   | 1 out 1999  | Višnjan Observatory | K. Korlević            | —         | MPC                           |
| 38453           | 1999 TU1   | 1 out 1999  | Višnjan Observatory | K. Korlević            | —         | MPC                           |
| 38454 Boroson   | 1999 TB2   | 2 out 1999  | Fountain Hills      | C. W. Juels            | Phocaea   | MPC                           |
| 38455           | 1999 TK3   | 4 out 1999  | Prescott            | P. G. Comba            | —         | MPC                           |
| 38456           | 1999 TO6   | 6 out 1999  | Višnjan Observatory | K. Korlević, M. Jurić  | —         | MPC                           |
| 38457           | 1999 TJ9   | 7 out 1999  | Višnjan Observatory | K. Korlević, M. Jurić  | —         | MPC                           |
| 38458           | 1999 TP12  | 12 out 1999 | Prescott            | P. G. Comba            | Phocaea   | MPC                           |
| 38459           | 1999 TX12  | 10 out 1999 | Fountain Hills      | C. W. Juels            | —         | MPC                           |
| 38460           | 1999 TH13  | 7 out 1999  | Višnjan Observatory | K. Korlević, M. Jurić  | —         | MPC                           |
| 38461 Jiřítrnka | 1999 TR17  | 15 out 1999 | Ondřejov            | P. Pravec              | —         | MPC                           |
| 38462           | 1999 TL21  | 12 out 1999 | Bergisch Gladbach   | W. Bickel              | —         | MPC                           |
| 38463           | 1999 TM22  | 3 out 1999  | Kitt Peak           | Spacewatch             | —         | MPC                           |
| 38464           | 1999 TZ24  | 2 out 1999  | Socorro             | LINEAR                 | —         | MPC                           |
| 38465           | 1999 TL28  | 4 out 1999  | Socorro             | LINEAR                 | —         | MPC                           |
| 38466           | 1999 TU29  | 4 out 1999  | Socorro             | LINEAR                 | —         | MPC                           |
| 38467           | 1999 TW33  | 4 out 1999  | Socorro             | LINEAR                 | Eos       | MPC                           |
| 38468           | 1999 TD34  | 5 out 1999  | Socorro             | LINEAR                 | —         | MPC                           |
| 38469           | 1999 TN34  | 2 out 1999  | Socorro             | LINEAR                 | Eos       | MPC                           |
| 38470           | 1999 TL36  | 12 out 1999 | Anderson Mesa       | LONEOS                 | —         | MPC                           |
| 38471           | 1999 TH39  | 3 out 1999  | Catalina            | CSS                    | Brangane  | MPC                           |
| 38472           | 1999 TJ51  | 4 out 1999  | Kitt Peak           | Spacewatch             | —         | MPC                           |
| 38473           | 1999 TA85  | 14 out 1999 | Kitt Peak           | Spacewatch             | —         | MPC                           |
| 38474           | 1999 TS88  | 2 out 1999  | Socorro             | LINEAR                 | —         | MPC                           |
| 38475           | 1999 TT89  | 2 out 1999  | Socorro             | LINEAR                 | —         | MPC                           |
| 38476           | 1999 TA91  | 2 out 1999  | Socorro             | LINEAR                 | —         | MPC                           |
| 38477           | 1999 TR92  | 2 out 1999  | Socorro             | LINEAR                 | Brangane  | MPC                           |
| 38478           | 1999 TX94  | 2 out 1999  | Socorro             | LINEAR                 | —         | MPC                           |
| 38479           | 1999 TK95  | 2 out 1999  | Socorro             | LINEAR                 | —         | MPC                           |
| 38480           | 1999 TL99  | 2 out 1999  | Socorro             | LINEAR                 | —         | MPC                           |
| 38481           | 1999 TX99  | 2 out 1999  | Socorro             | LINEAR                 | —         | MPC                           |
| 38482           | 1999 TC100 | 2 out 1999  | Socorro             | LINEAR                 | Brangane  | MPC                           |
| 38483           | 1999 TW100 | 2 out 1999  | Socorro             | LINEAR                 | —         | MPC                           |
| 38484           | 1999 TX100 | 2 out 1999  | Socorro             | LINEAR                 | —         | MPC                           |
| 38485           | 1999 TQ102 | 2 out 1999  | Socorro             | LINEAR                 | —         | MPC                           |
| 38486           | 1999 TE108 | 4 out 1999  | Socorro             | LINEAR                 | —         | MPC                           |
| 38487           | 1999 TL108 | 4 out 1999  | Socorro             | LINEAR                 | Brangane  | MPC                           |
| 38488           | 1999 TP113 | 4 out 1999  | Socorro             | LINEAR                 | —         | MPC                           |
| 38489           | 1999 TB116 | 4 out 1999  | Socorro             | LINEAR                 | —         | MPC                           |
| 38490           | 1999 TA117 | 4 out 1999  | Socorro             | LINEAR                 | —         | MPC                           |
| 38491           | 1999 TO117 | 4 out 1999  | Socorro             | LINEAR                 | —         | MPC                           |
| 38492           | 1999 TQ117 | 4 out 1999  | Socorro             | LINEAR                 | —         | MPC                           |
| 38493           | 1999 TT117 | 4 out 1999  | Socorro             | LINEAR                 | —         | MPC                           |
| 38494           | 1999 TG119 | 4 out 1999  | Socorro             | LINEAR                 | —         | MPC                           |
| 38495           | 1999 TP119 | 4 out 1999  | Socorro             | LINEAR                 | —         | MPC                           |
| 38496           | 1999 TT120 | 4 out 1999  | Socorro             | LINEAR                 | —         | MPC                           |
| 38497           | 1999 TK130 | 6 out 1999  | Socorro             | LINEAR                 | —         | MPC                           |
| 38498           | 1999 TX148 | 7 out 1999  | Socorro             | LINEAR                 | —         | MPC                           |
| 38499           | 1999 TT161 | 9 out 1999  | Socorro             | LINEAR                 | —         | MPC                           |
| 38500           | 1999 TN165 | 10 out 1999 | Socorro             | LINEAR                 | Brangane  | MPC                           |

## 38501–38600
| Designação        | Designação | Descoberta  | Descoberta          | Descobridor(es) | Categoria | Mais informações / Referência |
| Permanente        | Provisória | Data        | Local               | Descobridor(es) | Categoria | Mais informações / Referência |
| ----------------- | ---------- | ----------- | ------------------- | --------------- | --------- | ----------------------------- |
| 38501             | 1999 TN170 | 10 out 1999 | Socorro             | LINEAR          | —         | MPC                           |
| 38502             | 1999 TC171 | 10 out 1999 | Socorro             | LINEAR          | —         | MPC                           |
| 38503             | 1999 TF186 | 12 out 1999 | Socorro             | LINEAR          | —         | MPC                           |
| 38504             | 1999 TO186 | 12 out 1999 | Socorro             | LINEAR          | —         | MPC                           |
| 38505             | 1999 TU190 | 12 out 1999 | Socorro             | LINEAR          | —         | MPC                           |
| 38506             | 1999 TB192 | 12 out 1999 | Socorro             | LINEAR          | —         | MPC                           |
| 38507             | 1999 TD192 | 12 out 1999 | Socorro             | LINEAR          | —         | MPC                           |
| 38508             | 1999 TR213 | 15 out 1999 | Socorro             | LINEAR          | —         | MPC                           |
| 38509             | 1999 TQ220 | 1 out 1999  | Catalina            | CSS             | —         | MPC                           |
| 38510             | 1999 TF221 | 2 out 1999  | Catalina            | CSS             | —         | MPC                           |
| 38511             | 1999 TU230 | 5 out 1999  | Anderson Mesa       | LONEOS          | —         | MPC                           |
| 38512             | 1999 TU233 | 3 out 1999  | Socorro             | LINEAR          | —         | MPC                           |
| 38513             | 1999 TJ236 | 3 out 1999  | Catalina            | CSS             | —         | MPC                           |
| 38514             | 1999 TF238 | 4 out 1999  | Catalina            | CSS             | —         | MPC                           |
| 38515             | 1999 TP245 | 7 out 1999  | Catalina            | CSS             | —         | MPC                           |
| 38516             | 1999 TQ248 | 8 out 1999  | Catalina            | CSS             | —         | MPC                           |
| 38517             | 1999 TL249 | 9 out 1999  | Catalina            | CSS             | —         | MPC                           |
| 38518             | 1999 TN252 | 8 out 1999  | Socorro             | LINEAR          | —         | MPC                           |
| 38519             | 1999 TB253 | 9 out 1999  | Socorro             | LINEAR          | Brangane  | MPC                           |
| 38520             | 1999 TZ255 | 9 out 1999  | Kitt Peak           | Spacewatch      | —         | MPC                           |
| 38521             | 1999 TG262 | 14 out 1999 | Socorro             | LINEAR          | —         | MPC                           |
| 38522             | 1999 TA271 | 3 out 1999  | Socorro             | LINEAR          | —         | MPC                           |
| 38523             | 1999 TY279 | 7 out 1999  | Socorro             | LINEAR          | Brangane  | MPC                           |
| 38524             | 1999 TS287 | 10 out 1999 | Socorro             | LINEAR          | —         | MPC                           |
| 38525             | 1999 TY288 | 10 out 1999 | Socorro             | LINEAR          | —         | MPC                           |
| 38526             | 1999 TB296 | 1 out 1999  | Catalina            | CSS             | —         | MPC                           |
| 38527             | 1999 TJ315 | 9 out 1999  | Socorro             | LINEAR          | —         | MPC                           |
| 38528             | 1999 UL4   | 31 out 1999 | Fountain Hills      | C. W. Juels     | Brangane  | MPC                           |
| 38529             | 1999 UR6   | 29 out 1999 | Xinglong            | SCAP            | —         | MPC                           |
| 38530             | 1999 UY14  | 29 out 1999 | Catalina            | CSS             | —         | MPC                           |
| 38531             | 1999 UF15  | 29 out 1999 | Catalina            | CSS             | —         | MPC                           |
| 38532             | 1999 UQ24  | 28 out 1999 | Catalina            | CSS             | —         | MPC                           |
| 38533             | 1999 UQ33  | 31 out 1999 | Kitt Peak           | Spacewatch      | —         | MPC                           |
| 38534             | 1999 UQ39  | 31 out 1999 | Kitt Peak           | Spacewatch      | —         | MPC                           |
| 38535             | 1999 UO42  | 28 out 1999 | Catalina            | CSS             | Brangane  | MPC                           |
| 38536             | 1999 UT42  | 28 out 1999 | Catalina            | CSS             | —         | MPC                           |
| 38537             | 1999 UJ43  | 28 out 1999 | Catalina            | CSS             | —         | MPC                           |
| 38538             | 1999 UZ47  | 30 out 1999 | Catalina            | CSS             | Brangane  | MPC                           |
| 38539             | 1999 UH52  | 31 out 1999 | Catalina            | CSS             | —         | MPC                           |
| 38540 Stevens     | 1999 VG2   | 5 nov 1999  | Jornada             | D. S. Dixon     | Brangane  | MPC                           |
| 38541 Rustichelli | 1999 VT6   | 7 nov 1999  | Cavezzo             | Cavezzo Obs.    | Ursula    | MPC                           |
| 38542             | 1999 VD7   | 7 nov 1999  | Višnjan Observatory | K. Korlević     | —         | MPC                           |
| 38543             | 1999 VW9   | 9 nov 1999  | Fountain Hills      | C. W. Juels     | —         | MPC                           |
| 38544             | 1999 VS21  | 12 nov 1999 | Višnjan Observatory | K. Korlević     | —         | MPC                           |
| 38545             | 1999 VS27  | 3 nov 1999  | Catalina            | CSS             | —         | MPC                           |
| 38546             | 1999 VV32  | 3 nov 1999  | Socorro             | LINEAR          | —         | MPC                           |
| 38547             | 1999 VN35  | 3 nov 1999  | Socorro             | LINEAR          | —         | MPC                           |
| 38548             | 1999 VK47  | 3 nov 1999  | Socorro             | LINEAR          | —         | MPC                           |
| 38549             | 1999 VG48  | 3 nov 1999  | Socorro             | LINEAR          | —         | MPC                           |
| 38550             | 1999 VS53  | 4 nov 1999  | Socorro             | LINEAR          | —         | MPC                           |
| 38551             | 1999 VD54  | 4 nov 1999  | Socorro             | LINEAR          | —         | MPC                           |
| 38552             | 1999 VD66  | 4 nov 1999  | Socorro             | LINEAR          | —         | MPC                           |
| 38553             | 1999 VU68  | 4 nov 1999  | Socorro             | LINEAR          | Juno      | MPC                           |
| 38554             | 1999 VR78  | 4 nov 1999  | Socorro             | LINEAR          | Ursula    | MPC                           |
| 38555             | 1999 VG83  | 1 nov 1999  | Kitt Peak           | Spacewatch      | —         | MPC                           |
| 38556             | 1999 VP87  | 5 nov 1999  | Socorro             | LINEAR          | —         | MPC                           |
| 38557             | 1999 VV92  | 9 nov 1999  | Socorro             | LINEAR          | —         | MPC                           |
| 38558             | 1999 VM114 | 9 nov 1999  | Catalina            | CSS             | —         | MPC                           |
| 38559             | 1999 VC115 | 9 nov 1999  | Catalina            | CSS             | —         | MPC                           |
| 38560             | 1999 VC123 | 5 nov 1999  | Kitt Peak           | Spacewatch      | —         | MPC                           |
| 38561             | 1999 VA133 | 10 nov 1999 | Kitt Peak           | Spacewatch      | —         | MPC                           |
| 38562             | 1999 VG139 | 10 nov 1999 | Kitt Peak           | Spacewatch      | Ursula    | MPC                           |
| 38563             | 1999 VW140 | 10 nov 1999 | Kitt Peak           | Spacewatch      | —         | MPC                           |
| 38564             | 1999 VB144 | 11 nov 1999 | Catalina            | CSS             | —         | MPC                           |
| 38565             | 1999 VY145 | 12 nov 1999 | Socorro             | LINEAR          | —         | MPC                           |
| 38566             | 1999 VQ147 | 14 nov 1999 | Socorro             | LINEAR          | —         | MPC                           |
| 38567             | 1999 VZ161 | 14 nov 1999 | Socorro             | LINEAR          | Ursula    | MPC                           |
| 38568             | 1999 VE184 | 15 nov 1999 | Socorro             | LINEAR          | —         | MPC                           |
| 38569             | 1999 VO198 | 3 nov 1999  | Catalina            | CSS             | —         | MPC                           |
| 38570             | 1999 VH199 | 2 nov 1999  | Catalina            | CSS             | —         | MPC                           |
| 38571             | 1999 VH211 | 14 nov 1999 | Catalina            | CSS             | Ursula    | MPC                           |
| 38572             | 1999 VU223 | 5 nov 1999  | Socorro             | LINEAR          | Brangane  | MPC                           |
| 38573             | 1999 WA1   | 19 nov 1999 | High Point          | D. K. Chesney   | —         | MPC                           |
| 38574             | 1999 WS4   | 28 nov 1999 | Oizumi              | T. Kobayashi    | Vesta     | MPC                           |
| 38575             | 1999 XH2   | 2 dez 1999  | Kitt Peak           | Spacewatch      | —         | MPC                           |
| 38576             | 1999 XL3   | 4 dez 1999  | Catalina            | CSS             | —         | MPC                           |
| 38577             | 1999 XZ10  | 5 dez 1999  | Catalina            | CSS             | —         | MPC                           |
| 38578             | 1999 XS11  | 6 dez 1999  | Catalina            | CSS             | —         | MPC                           |
| 38579             | 1999 XM15  | 5 dez 1999  | Višnjan Observatory | K. Korlević     | Juno      | MPC                           |
| 38580             | 1999 XN17  | 2 dez 1999  | Socorro             | LINEAR          | —         | MPC                           |
| 38581             | 1999 XQ17  | 2 dez 1999  | Socorro             | LINEAR          | —         | MPC                           |
| 38582             | 1999 XE37  | 7 dez 1999  | Fountain Hills      | C. W. Juels     | Brangane  | MPC                           |
| 38583             | 1999 XX42  | 7 dez 1999  | Socorro             | LINEAR          | Ursula    | MPC                           |
| 38584             | 1999 XH47  | 7 dez 1999  | Socorro             | LINEAR          | —         | MPC                           |
| 38585             | 1999 XD67  | 7 dez 1999  | Socorro             | LINEAR          | Vesta     | MPC                           |
| 38586             | 1999 XW70  | 7 dez 1999  | Socorro             | LINEAR          | —         | MPC                           |
| 38587             | 1999 XO80  | 7 dez 1999  | Socorro             | LINEAR          | —         | MPC                           |
| 38588             | 1999 XV91  | 7 dez 1999  | Socorro             | LINEAR          | —         | MPC                           |
| 38589             | 1999 XV113 | 11 dez 1999 | Socorro             | LINEAR          | —         | MPC                           |
| 38590             | 1999 XT115 | 5 dez 1999  | Catalina            | CSS             | —         | MPC                           |
| 38591             | 1999 XZ116 | 5 dez 1999  | Catalina            | CSS             | —         | MPC                           |
| 38592             | 1999 XH162 | 13 dez 1999 | Socorro             | LINEAR          | Vesta     | MPC                           |
| 38593             | 1999 XF166 | 10 dez 1999 | Socorro             | LINEAR          | —         | MPC                           |
| 38594             | 1999 XF193 | 12 dez 1999 | Socorro             | LINEAR          | Vesta     | MPC                           |
| 38595             | 1999 XD196 | 12 dez 1999 | Socorro             | LINEAR          | —         | MPC                           |
| 38596             | 1999 XP199 | 12 dez 1999 | Socorro             | LINEAR          | Vesta     | MPC                           |
| 38597             | 1999 XU200 | 12 dez 1999 | Socorro             | LINEAR          | Vesta     | MPC                           |
| 38598             | 1999 XQ208 | 13 dez 1999 | Socorro             | LINEAR          | Vesta     | MPC                           |
| 38599             | 1999 XC210 | 13 dez 1999 | Socorro             | LINEAR          | Vesta     | MPC                           |
| 38600             | 1999 XR213 | 14 dez 1999 | Socorro             | LINEAR          | Vesta     | MPC                           |

## 38601–38700
| Designação      | Designação | Descoberta  | Descoberta              | Descobridor(es)        | Categoria | Mais informações / Referência |
| Permanente      | Provisória | Data        | Local                   | Descobridor(es)        | Categoria | Mais informações / Referência |
| --------------- | ---------- | ----------- | ----------------------- | ---------------------- | --------- | ----------------------------- |
| 38601           | 1999 XK229 | 7 dez 1999  | Catalina                | CSS                    | —         | MPC                           |
| 38602           | 1999 XW229 | 7 dez 1999  | Catalina                | CSS                    | —         | MPC                           |
| 38603           | 1999 XO242 | 13 dez 1999 | Catalina                | CSS                    | —         | MPC                           |
| 38604           | 1999 YJ4   | 27 dez 1999 | Farpoint                | G. Hug, G. Bell        | —         | MPC                           |
| 38605           | 1999 YV10  | 27 dez 1999 | Kitt Peak               | Spacewatch             | Ursula    | MPC                           |
| 38606           | 1999 YC13  | 31 dez 1999 | Višnjan Observatory     | K. Korlević            | Vesta     | MPC                           |
| 38607           | 2000 AN6   | 4 jan 2000  | Prescott                | P. G. Comba            | Vesta     | MPC                           |
| 38608           | 2000 AW11  | 3 jan 2000  | Socorro                 | LINEAR                 | —         | MPC                           |
| 38609           | 2000 AB26  | 3 jan 2000  | Socorro                 | LINEAR                 | Vesta     | MPC                           |
| 38610           | 2000 AU45  | 3 jan 2000  | Socorro                 | LINEAR                 | Vesta     | MPC                           |
| 38611           | 2000 AS74  | 5 jan 2000  | Socorro                 | LINEAR                 | Vesta     | MPC                           |
| 38612           | 2000 AA79  | 5 jan 2000  | Socorro                 | LINEAR                 | —         | MPC                           |
| 38613           | 2000 AV110 | 5 jan 2000  | Socorro                 | LINEAR                 | Juno      | MPC                           |
| 38614           | 2000 AA113 | 5 jan 2000  | Socorro                 | LINEAR                 | Vesta     | MPC                           |
| 38615           | 2000 AV121 | 5 jan 2000  | Socorro                 | LINEAR                 | Vesta     | MPC                           |
| 38616           | 2000 AS145 | 7 jan 2000  | Socorro                 | LINEAR                 | —         | MPC                           |
| 38617           | 2000 AY161 | 4 jan 2000  | Socorro                 | LINEAR                 | Vesta     | MPC                           |
| 38618           | 2000 AH165 | 8 jan 2000  | Socorro                 | LINEAR                 | —         | MPC                           |
| 38619           | 2000 AW183 | 7 jan 2000  | Socorro                 | LINEAR                 | Vesta     | MPC                           |
| 38620           | 2000 AQ186 | 8 jan 2000  | Socorro                 | LINEAR                 | —         | MPC                           |
| 38621           | 2000 AG201 | 9 jan 2000  | Socorro                 | LINEAR                 | Vesta     | MPC                           |
| 38622           | 2000 AZ230 | 4 jan 2000  | Anderson Mesa           | LONEOS                 | —         | MPC                           |
| 38623           | 2000 AQ233 | 5 jan 2000  | Socorro                 | LINEAR                 | —         | MPC                           |
| 38624           | 2000 CD12  | 2 fev 2000  | Socorro                 | LINEAR                 | —         | MPC                           |
| 38625           | 2000 CN12  | 2 fev 2000  | Socorro                 | LINEAR                 | —         | MPC                           |
| 38626           | 2000 EZ97  | 12 mar 2000 | Socorro                 | LINEAR                 | —         | MPC                           |
| 38627           | 2000 EV119 | 11 mar 2000 | Anderson Mesa           | LONEOS                 | —         | MPC                           |
| 38628 Huya      | 2000 EB173 | 10 mar 2000 | Mérida                  | I. R. Ferrín           | —         | MPC                           |
| 38629           | 2000 ER173 | 4 mar 2000  | Socorro                 | LINEAR                 | —         | MPC                           |
| 38630           | 2000 GA93  | 5 abr 2000  | Socorro                 | LINEAR                 | —         | MPC                           |
| 38631           | 2000 KA31  | 28 mai 2000 | Socorro                 | LINEAR                 | —         | MPC                           |
| 38632           | 2000 KX36  | 29 mai 2000 | Socorro                 | LINEAR                 | Juno      | MPC                           |
| 38633           | 2000 LY13  | 6 jun 2000  | Socorro                 | LINEAR                 | —         | MPC                           |
| 38634           | 2000 LL18  | 8 jun 2000  | Socorro                 | LINEAR                 | Phocaea   | MPC                           |
| 38635           | 2000 LB21  | 8 jun 2000  | Socorro                 | LINEAR                 | —         | MPC                           |
| 38636           | 2000 LM27  | 6 jun 2000  | Anderson Mesa           | LONEOS                 | —         | MPC                           |
| 38637           | 2000 LL35  | 1 jun 2000  | Kitt Peak               | Spacewatch             | —         | MPC                           |
| 38638           | 2000 NZ8   | 7 jul 2000  | Socorro                 | LINEAR                 | —         | MPC                           |
| 38639           | 2000 NJ16  | 5 jul 2000  | Anderson Mesa           | LONEOS                 | —         | MPC                           |
| 38640           | 2000 NO16  | 5 jul 2000  | Anderson Mesa           | LONEOS                 | —         | MPC                           |
| 38641           | 2000 NX16  | 5 jul 2000  | Anderson Mesa           | LONEOS                 | —         | MPC                           |
| 38642           | 2000 NY17  | 5 jul 2000  | Anderson Mesa           | LONEOS                 | —         | MPC                           |
| 38643           | 2000 NZ19  | 5 jul 2000  | Anderson Mesa           | LONEOS                 | —         | MPC                           |
| 38644           | 2000 NN21  | 7 jul 2000  | Socorro                 | LINEAR                 | —         | MPC                           |
| 38645           | 2000 OT3   | 24 jul 2000 | Socorro                 | LINEAR                 | —         | MPC                           |
| 38646           | 2000 OX4   | 24 jul 2000 | Socorro                 | LINEAR                 | —         | MPC                           |
| 38647           | 2000 OW8   | 31 jul 2000 | Socorro                 | LINEAR                 | —         | MPC                           |
| 38648           | 2000 OG11  | 23 jul 2000 | Socorro                 | LINEAR                 | —         | MPC                           |
| 38649           | 2000 OX16  | 23 jul 2000 | Socorro                 | LINEAR                 | —         | MPC                           |
| 38650           | 2000 ON17  | 23 jul 2000 | Socorro                 | LINEAR                 | —         | MPC                           |
| 38651           | 2000 ON18  | 23 jul 2000 | Socorro                 | LINEAR                 | —         | MPC                           |
| 38652           | 2000 OV20  | 31 jul 2000 | Socorro                 | LINEAR                 | —         | MPC                           |
| 38653           | 2000 OT22  | 31 jul 2000 | Socorro                 | LINEAR                 | —         | MPC                           |
| 38654           | 2000 OK27  | 23 jul 2000 | Socorro                 | LINEAR                 | —         | MPC                           |
| 38655           | 2000 OX38  | 30 jul 2000 | Socorro                 | LINEAR                 | Phocaea   | MPC                           |
| 38656           | 2000 OR45  | 30 jul 2000 | Socorro                 | LINEAR                 | Pallas    | MPC                           |
| 38657           | 2000 OO46  | 31 jul 2000 | Socorro                 | LINEAR                 | —         | MPC                           |
| 38658           | 2000 ON48  | 31 jul 2000 | Socorro                 | LINEAR                 | —         | MPC                           |
| 38659           | 2000 OS48  | 31 jul 2000 | Socorro                 | LINEAR                 | —         | MPC                           |
| 38660           | 2000 OT48  | 31 jul 2000 | Socorro                 | LINEAR                 | Phocaea   | MPC                           |
| 38661           | 2000 OC49  | 31 jul 2000 | Socorro                 | LINEAR                 | —         | MPC                           |
| 38662           | 2000 OG49  | 31 jul 2000 | Socorro                 | LINEAR                 | —         | MPC                           |
| 38663           | 2000 OK49  | 31 jul 2000 | Socorro                 | LINEAR                 | —         | MPC                           |
| 38664           | 2000 OU50  | 31 jul 2000 | Socorro                 | LINEAR                 | —         | MPC                           |
| 38665           | 2000 OC52  | 31 jul 2000 | Socorro                 | LINEAR                 | —         | MPC                           |
| 38666           | 2000 OR52  | 31 jul 2000 | Socorro                 | LINEAR                 | —         | MPC                           |
| 38667           | 2000 OT56  | 29 jul 2000 | Anderson Mesa           | LONEOS                 | —         | MPC                           |
| 38668           | 2000 PM    | 1 ago 2000  | Reedy Creek             | J. Broughton           | —         | MPC                           |
| 38669 Michikawa | 2000 PX3   | 3 ago 2000  | Bisei SG Center         | BATTeRS                | —         | MPC                           |
| 38670           | 2000 PR6   | 3 ago 2000  | Socorro                 | LINEAR                 | —         | MPC                           |
| 38671 Verdaguer | 2000 PZ6   | 7 ago 2000  | Ametlla de Mar          | J. Nomen               | —         | MPC                           |
| 38672           | 2000 PN7   | 2 ago 2000  | Socorro                 | LINEAR                 | —         | MPC                           |
| 38673           | 2000 PC8   | 3 ago 2000  | Socorro                 | LINEAR                 | Mitidika  | MPC                           |
| 38674 Těšínsko  | 2000 PT8   | 9 ago 2000  | Ondřejov                | L. Kotková             | —         | MPC                           |
| 38675           | 2000 PT10  | 1 ago 2000  | Socorro                 | LINEAR                 | —         | MPC                           |
| 38676           | 2000 PR15  | 1 ago 2000  | Socorro                 | LINEAR                 | —         | MPC                           |
| 38677           | 2000 PD25  | 3 ago 2000  | Socorro                 | LINEAR                 | —         | MPC                           |
| 38678           | 2000 PS26  | 5 ago 2000  | Haleakalā               | NEAT                   | —         | MPC                           |
| 38679           | 2000 QX    | 22 ago 2000 | Gnosca                  | S. Sposetti            | —         | MPC                           |
| 38680           | 2000 QM2   | 24 ago 2000 | Socorro                 | LINEAR                 | —         | MPC                           |
| 38681           | 2000 QK6   | 24 ago 2000 | Starkenburg Observatory | Starkenburg Obs.       | —         | MPC                           |
| 38682           | 2000 QE7   | 24 ago 2000 | Socorro                 | LINEAR                 | Juno      | MPC                           |
| 38683           | 2000 QQ7   | 25 ago 2000 | Socorro                 | LINEAR                 | —         | MPC                           |
| 38684 Velehrad  | 2000 QK9   | 25 ago 2000 | Ondřejov                | P. Pravec, P. Kušnirák | Pallas    | MPC                           |
| 38685           | 2000 QP9   | 26 ago 2000 | Ondřejov                | P. Kušnirák, P. Pravec | Koronis   | MPC                           |
| 38686           | 2000 QE10  | 24 ago 2000 | Socorro                 | LINEAR                 | —         | MPC                           |
| 38687           | 2000 QT18  | 24 ago 2000 | Socorro                 | LINEAR                 | —         | MPC                           |
| 38688           | 2000 QS23  | 25 ago 2000 | Socorro                 | LINEAR                 | —         | MPC                           |
| 38689           | 2000 QS27  | 24 ago 2000 | Socorro                 | LINEAR                 | —         | MPC                           |
| 38690           | 2000 QS29  | 24 ago 2000 | Socorro                 | LINEAR                 | —         | MPC                           |
| 38691           | 2000 QY29  | 25 ago 2000 | Socorro                 | LINEAR                 | —         | MPC                           |
| 38692           | 2000 QD30  | 25 ago 2000 | Socorro                 | LINEAR                 | —         | MPC                           |
| 38693           | 2000 QB36  | 24 ago 2000 | Socorro                 | LINEAR                 | —         | MPC                           |
| 38694           | 2000 QO46  | 24 ago 2000 | Socorro                 | LINEAR                 | —         | MPC                           |
| 38695           | 2000 QQ50  | 24 ago 2000 | Socorro                 | LINEAR                 | —         | MPC                           |
| 38696           | 2000 QR58  | 26 ago 2000 | Socorro                 | LINEAR                 | —         | MPC                           |
| 38697           | 2000 QM62  | 28 ago 2000 | Socorro                 | LINEAR                 | —         | MPC                           |
| 38698           | 2000 QU63  | 28 ago 2000 | Socorro                 | LINEAR                 | —         | MPC                           |
| 38699           | 2000 QX63  | 28 ago 2000 | Socorro                 | LINEAR                 | —         | MPC                           |
| 38700           | 2000 QL65  | 28 ago 2000 | Socorro                 | LINEAR                 | —         | MPC                           |

## 38701–38800
| Designação | Designação | Descoberta  | Descoberta          | Descobridor(es) | Categoria | Mais informações / Referência |
| Permanente | Provisória | Data        | Local               | Descobridor(es) | Categoria | Mais informações / Referência |
| ---------- | ---------- | ----------- | ------------------- | --------------- | --------- | ----------------------------- |
| 38701      | 2000 QB66  | 28 ago 2000 | Socorro             | LINEAR          | —         | MPC                           |
| 38702      | 2000 QX66  | 28 ago 2000 | Socorro             | LINEAR          | —         | MPC                           |
| 38703      | 2000 QR72  | 24 ago 2000 | Socorro             | LINEAR          | —         | MPC                           |
| 38704      | 2000 QZ76  | 24 ago 2000 | Socorro             | LINEAR          | —         | MPC                           |
| 38705      | 2000 QU80  | 24 ago 2000 | Socorro             | LINEAR          | —         | MPC                           |
| 38706      | 2000 QP83  | 24 ago 2000 | Socorro             | LINEAR          | —         | MPC                           |
| 38707      | 2000 QK89  | 25 ago 2000 | Socorro             | LINEAR          | —         | MPC                           |
| 38708      | 2000 QQ89  | 25 ago 2000 | Socorro             | LINEAR          | —         | MPC                           |
| 38709      | 2000 QO90  | 25 ago 2000 | Socorro             | LINEAR          | Juno      | MPC                           |
| 38710      | 2000 QG97  | 28 ago 2000 | Socorro             | LINEAR          | —         | MPC                           |
| 38711      | 2000 QU97  | 28 ago 2000 | Socorro             | LINEAR          | —         | MPC                           |
| 38712      | 2000 QP103 | 28 ago 2000 | Socorro             | LINEAR          | —         | MPC                           |
| 38713      | 2000 QJ116 | 28 ago 2000 | Socorro             | LINEAR          | —         | MPC                           |
| 38714      | 2000 QS116 | 28 ago 2000 | Socorro             | LINEAR          | —         | MPC                           |
| 38715      | 2000 QY120 | 25 ago 2000 | Socorro             | LINEAR          | —         | MPC                           |
| 38716      | 2000 QL121 | 25 ago 2000 | Socorro             | LINEAR          | —         | MPC                           |
| 38717      | 2000 QM121 | 25 ago 2000 | Socorro             | LINEAR          | —         | MPC                           |
| 38718      | 2000 QW121 | 25 ago 2000 | Socorro             | LINEAR          | —         | MPC                           |
| 38719      | 2000 QQ127 | 24 ago 2000 | Socorro             | LINEAR          | —         | MPC                           |
| 38720      | 2000 QB128 | 24 ago 2000 | Socorro             | LINEAR          | —         | MPC                           |
| 38721      | 2000 QQ128 | 25 ago 2000 | Socorro             | LINEAR          | —         | MPC                           |
| 38722      | 2000 QU128 | 25 ago 2000 | Socorro             | LINEAR          | —         | MPC                           |
| 38723      | 2000 QT129 | 30 ago 2000 | Višnjan Observatory | K. Korlević     | —         | MPC                           |
| 38724      | 2000 QW129 | 31 ago 2000 | Reedy Creek         | J. Broughton    | —         | MPC                           |
| 38725      | 2000 QD130 | 31 ago 2000 | Socorro             | LINEAR          | —         | MPC                           |
| 38726      | 2000 QQ131 | 24 ago 2000 | Socorro             | LINEAR          | —         | MPC                           |
| 38727      | 2000 QR131 | 25 ago 2000 | Socorro             | LINEAR          | —         | MPC                           |
| 38728      | 2000 QJ133 | 26 ago 2000 | Socorro             | LINEAR          | —         | MPC                           |
| 38729      | 2000 QP137 | 31 ago 2000 | Socorro             | LINEAR          | —         | MPC                           |
| 38730      | 2000 QE138 | 31 ago 2000 | Socorro             | LINEAR          | —         | MPC                           |
| 38731      | 2000 QX138 | 31 ago 2000 | Socorro             | LINEAR          | —         | MPC                           |
| 38732      | 2000 QF140 | 31 ago 2000 | Socorro             | LINEAR          | —         | MPC                           |
| 38733      | 2000 QF141 | 31 ago 2000 | Socorro             | LINEAR          | —         | MPC                           |
| 38734      | 2000 QC143 | 31 ago 2000 | Socorro             | LINEAR          | —         | MPC                           |
| 38735      | 2000 QQ144 | 31 ago 2000 | Socorro             | LINEAR          | —         | MPC                           |
| 38736      | 2000 QU144 | 31 ago 2000 | Socorro             | LINEAR          | —         | MPC                           |
| 38737      | 2000 QN146 | 31 ago 2000 | Socorro             | LINEAR          | —         | MPC                           |
| 38738      | 2000 QT146 | 31 ago 2000 | Socorro             | LINEAR          | —         | MPC                           |
| 38739      | 2000 QO149 | 24 ago 2000 | Socorro             | LINEAR          | —         | MPC                           |
| 38740      | 2000 QC152 | 26 ago 2000 | Socorro             | LINEAR          | —         | MPC                           |
| 38741      | 2000 QO180 | 31 ago 2000 | Socorro             | LINEAR          | Phocaea   | MPC                           |
| 38742      | 2000 QP184 | 26 ago 2000 | Socorro             | LINEAR          | —         | MPC                           |
| 38743      | 2000 QB185 | 26 ago 2000 | Socorro             | LINEAR          | —         | MPC                           |
| 38744      | 2000 QE186 | 26 ago 2000 | Socorro             | LINEAR          | —         | MPC                           |
| 38745      | 2000 QM186 | 26 ago 2000 | Socorro             | LINEAR          | —         | MPC                           |
| 38746      | 2000 QT186 | 26 ago 2000 | Socorro             | LINEAR          | —         | MPC                           |
| 38747      | 2000 QE190 | 26 ago 2000 | Socorro             | LINEAR          | —         | MPC                           |
| 38748      | 2000 QY191 | 26 ago 2000 | Socorro             | LINEAR          | —         | MPC                           |
| 38749      | 2000 QU206 | 31 ago 2000 | Socorro             | LINEAR          | —         | MPC                           |
| 38750      | 2000 QJ207 | 31 ago 2000 | Socorro             | LINEAR          | —         | MPC                           |
| 38751      | 2000 QN207 | 31 ago 2000 | Socorro             | LINEAR          | —         | MPC                           |
| 38752      | 2000 QY207 | 31 ago 2000 | Socorro             | LINEAR          | Mitidika  | MPC                           |
| 38753      | 2000 QE217 | 31 ago 2000 | Socorro             | LINEAR          | —         | MPC                           |
| 38754      | 2000 QG217 | 31 ago 2000 | Socorro             | LINEAR          | —         | MPC                           |
| 38755      | 2000 QR227 | 31 ago 2000 | Socorro             | LINEAR          | —         | MPC                           |
| 38756      | 2000 QG228 | 31 ago 2000 | Socorro             | LINEAR          | —         | MPC                           |
| 38757      | 2000 RM1   | 1 set 2000  | Socorro             | LINEAR          | —         | MPC                           |
| 38758      | 2000 RS2   | 1 set 2000  | Socorro             | LINEAR          | —         | MPC                           |
| 38759      | 2000 RD3   | 1 set 2000  | Socorro             | LINEAR          | —         | MPC                           |
| 38760      | 2000 RG3   | 1 set 2000  | Socorro             | LINEAR          | —         | MPC                           |
| 38761      | 2000 RH3   | 1 set 2000  | Socorro             | LINEAR          | —         | MPC                           |
| 38762      | 2000 RK4   | 1 set 2000  | Socorro             | LINEAR          | —         | MPC                           |
| 38763      | 2000 RW5   | 1 set 2000  | Socorro             | LINEAR          | Mitidika  | MPC                           |
| 38764      | 2000 RB6   | 1 set 2000  | Socorro             | LINEAR          | —         | MPC                           |
| 38765      | 2000 RU6   | 1 set 2000  | Socorro             | LINEAR          | —         | MPC                           |
| 38766      | 2000 RV6   | 1 set 2000  | Socorro             | LINEAR          | —         | MPC                           |
| 38767      | 2000 RB7   | 1 set 2000  | Socorro             | LINEAR          | —         | MPC                           |
| 38768      | 2000 RF7   | 1 set 2000  | Socorro             | LINEAR          | Mitidika  | MPC                           |
| 38769      | 2000 RS7   | 1 set 2000  | Socorro             | LINEAR          | —         | MPC                           |
| 38770      | 2000 RT8   | 1 set 2000  | Socorro             | LINEAR          | —         | MPC                           |
| 38771      | 2000 RP9   | 1 set 2000  | Socorro             | LINEAR          | —         | MPC                           |
| 38772      | 2000 RR9   | 1 set 2000  | Socorro             | LINEAR          | —         | MPC                           |
| 38773      | 2000 RY9   | 1 set 2000  | Socorro             | LINEAR          | —         | MPC                           |
| 38774      | 2000 RD10  | 1 set 2000  | Socorro             | LINEAR          | —         | MPC                           |
| 38775      | 2000 RZ10  | 1 set 2000  | Socorro             | LINEAR          | —         | MPC                           |
| 38776      | 2000 RK11  | 1 set 2000  | Socorro             | LINEAR          | —         | MPC                           |
| 38777      | 2000 RS17  | 1 set 2000  | Socorro             | LINEAR          | —         | MPC                           |
| 38778      | 2000 RX19  | 1 set 2000  | Socorro             | LINEAR          | —         | MPC                           |
| 38779      | 2000 RH22  | 1 set 2000  | Socorro             | LINEAR          | —         | MPC                           |
| 38780      | 2000 RX30  | 1 set 2000  | Socorro             | LINEAR          | —         | MPC                           |
| 38781      | 2000 RN31  | 1 set 2000  | Socorro             | LINEAR          | —         | MPC                           |
| 38782      | 2000 RP31  | 1 set 2000  | Socorro             | LINEAR          | —         | MPC                           |
| 38783      | 2000 RU35  | 2 set 2000  | Socorro             | LINEAR          | —         | MPC                           |
| 38784      | 2000 RT42  | 3 set 2000  | Socorro             | LINEAR          | —         | MPC                           |
| 38785      | 2000 RR43  | 3 set 2000  | Socorro             | LINEAR          | —         | MPC                           |
| 38786      | 2000 RG45  | 3 set 2000  | Socorro             | LINEAR          | —         | MPC                           |
| 38787      | 2000 RU45  | 3 set 2000  | Socorro             | LINEAR          | —         | MPC                           |
| 38788      | 2000 RW45  | 3 set 2000  | Socorro             | LINEAR          | —         | MPC                           |
| 38789      | 2000 RB46  | 3 set 2000  | Socorro             | LINEAR          | —         | MPC                           |
| 38790      | 2000 RE46  | 3 set 2000  | Socorro             | LINEAR          | —         | MPC                           |
| 38791      | 2000 RU46  | 3 set 2000  | Socorro             | LINEAR          | —         | MPC                           |
| 38792      | 2000 RA49  | 4 set 2000  | Socorro             | LINEAR          | —         | MPC                           |
| 38793      | 2000 RY49  | 5 set 2000  | Socorro             | LINEAR          | —         | MPC                           |
| 38794      | 2000 RC50  | 5 set 2000  | Socorro             | LINEAR          | —         | MPC                           |
| 38795      | 2000 RA51  | 5 set 2000  | Socorro             | LINEAR          | —         | MPC                           |
| 38796      | 2000 RK51  | 5 set 2000  | Socorro             | LINEAR          | —         | MPC                           |
| 38797      | 2000 RW51  | 5 set 2000  | Socorro             | LINEAR          | —         | MPC                           |
| 38798      | 2000 RB54  | 1 set 2000  | Socorro             | LINEAR          | —         | MPC                           |
| 38799      | 2000 RE54  | 1 set 2000  | Socorro             | LINEAR          | —         | MPC                           |
| 38800      | 2000 RA55  | 3 set 2000  | Socorro             | LINEAR          | —         | MPC                           |

## 38801–38900
| Designação         | Designação | Descoberta  | Descoberta          | Descobridor(es)     | Categoria | Mais informações / Referência |
| Permanente         | Provisória | Data        | Local               | Descobridor(es)     | Categoria | Mais informações / Referência |
| ------------------ | ---------- | ----------- | ------------------- | ------------------- | --------- | ----------------------------- |
| 38801              | 2000 RS55  | 4 set 2000  | Socorro             | LINEAR              | —         | MPC                           |
| 38802              | 2000 RW60  | 6 set 2000  | Socorro             | LINEAR              | —         | MPC                           |
| 38803              | 2000 RH62  | 1 set 2000  | Socorro             | LINEAR              | —         | MPC                           |
| 38804              | 2000 RB64  | 3 set 2000  | Socorro             | LINEAR              | —         | MPC                           |
| 38805              | 2000 RL65  | 1 set 2000  | Socorro             | LINEAR              | —         | MPC                           |
| 38806              | 2000 RH66  | 1 set 2000  | Socorro             | LINEAR              | —         | MPC                           |
| 38807              | 2000 RM68  | 2 set 2000  | Socorro             | LINEAR              | —         | MPC                           |
| 38808              | 2000 RX68  | 2 set 2000  | Socorro             | LINEAR              | —         | MPC                           |
| 38809              | 2000 RT69  | 2 set 2000  | Socorro             | LINEAR              | Brangane  | MPC                           |
| 38810              | 2000 RP70  | 2 set 2000  | Socorro             | LINEAR              | —         | MPC                           |
| 38811              | 2000 RW71  | 2 set 2000  | Socorro             | LINEAR              | —         | MPC                           |
| 38812              | 2000 RL72  | 2 set 2000  | Socorro             | LINEAR              | —         | MPC                           |
| 38813              | 2000 RP72  | 2 set 2000  | Socorro             | LINEAR              | Mitidika  | MPC                           |
| 38814              | 2000 RR72  | 2 set 2000  | Socorro             | LINEAR              | —         | MPC                           |
| 38815              | 2000 RY73  | 2 set 2000  | Socorro             | LINEAR              | —         | MPC                           |
| 38816              | 2000 RZ73  | 2 set 2000  | Socorro             | LINEAR              | —         | MPC                           |
| 38817              | 2000 RH74  | 2 set 2000  | Socorro             | LINEAR              | —         | MPC                           |
| 38818              | 2000 RJ74  | 2 set 2000  | Socorro             | LINEAR              | —         | MPC                           |
| 38819              | 2000 RX75  | 3 set 2000  | Socorro             | LINEAR              | —         | MPC                           |
| 38820              | 2000 RB77  | 7 set 2000  | Socorro             | LINEAR              | —         | MPC                           |
| 38821 Linchinghsia | 2000 RJ78  | 9 set 2000  | Desert Beaver       | W. K. Y. Yeung      | —         | MPC                           |
| 38822              | 2000 RY83  | 1 set 2000  | Socorro             | LINEAR              | —         | MPC                           |
| 38823              | 2000 RN87  | 2 set 2000  | Anderson Mesa       | LONEOS              | —         | MPC                           |
| 38824              | 2000 RG91  | 3 set 2000  | Socorro             | LINEAR              | —         | MPC                           |
| 38825              | 2000 RS91  | 3 set 2000  | Socorro             | LINEAR              | —         | MPC                           |
| 38826              | 2000 RZ92  | 3 set 2000  | Socorro             | LINEAR              | —         | MPC                           |
| 38827              | 2000 RQ93  | 4 set 2000  | Anderson Mesa       | LONEOS              | —         | MPC                           |
| 38828              | 2000 RQ94  | 4 set 2000  | Anderson Mesa       | LONEOS              | —         | MPC                           |
| 38829              | 2000 RQ96  | 4 set 2000  | Anderson Mesa       | LONEOS              | —         | MPC                           |
| 38830              | 2000 RK99  | 5 set 2000  | Anderson Mesa       | LONEOS              | Juno      | MPC                           |
| 38831              | 2000 RC105 | 7 set 2000  | Socorro             | LINEAR              | Phocaea   | MPC                           |
| 38832              | 2000 RH105 | 7 set 2000  | Socorro             | LINEAR              | —         | MPC                           |
| 38833              | 2000 SC    | 17 set 2000 | Socorro             | LINEAR              | Eos       | MPC                           |
| 38834              | 2000 SP1   | 18 set 2000 | Socorro             | LINEAR              | —         | MPC                           |
| 38835              | 2000 SS2   | 20 set 2000 | Haleakalā           | NEAT                | Phocaea   | MPC                           |
| 38836              | 2000 SS19  | 23 set 2000 | Socorro             | LINEAR              | —         | MPC                           |
| 38837              | 2000 SM23  | 26 set 2000 | Višnjan Observatory | K. Korlević         | —         | MPC                           |
| 38838              | 2000 SB31  | 24 set 2000 | Socorro             | LINEAR              | —         | MPC                           |
| 38839              | 2000 SU32  | 24 set 2000 | Socorro             | LINEAR              | —         | MPC                           |
| 38840              | 2000 SH39  | 24 set 2000 | Socorro             | LINEAR              | Phocaea   | MPC                           |
| 38841              | 2000 SH43  | 26 set 2000 | Črni Vrh            | Črni Vrh            | —         | MPC                           |
| 38842              | 2000 SW44  | 26 set 2000 | Nachi-Katsuura      | Nachi-Katsuura Obs. | —         | MPC                           |
| 38843              | 2000 SN49  | 23 set 2000 | Socorro             | LINEAR              | —         | MPC                           |
| 38844              | 2000 SW58  | 24 set 2000 | Socorro             | LINEAR              | —         | MPC                           |
| 38845              | 2000 SL59  | 24 set 2000 | Socorro             | LINEAR              | —         | MPC                           |
| 38846              | 2000 SH68  | 24 set 2000 | Socorro             | LINEAR              | —         | MPC                           |
| 38847              | 2000 SJ68  | 24 set 2000 | Socorro             | LINEAR              | —         | MPC                           |
| 38848              | 2000 SN68  | 24 set 2000 | Socorro             | LINEAR              | —         | MPC                           |
| 38849              | 2000 SS68  | 24 set 2000 | Socorro             | LINEAR              | —         | MPC                           |
| 38850              | 2000 SW68  | 24 set 2000 | Socorro             | LINEAR              | —         | MPC                           |
| 38851              | 2000 SM69  | 24 set 2000 | Socorro             | LINEAR              | —         | MPC                           |
| 38852              | 2000 SR70  | 24 set 2000 | Socorro             | LINEAR              | —         | MPC                           |
| 38853              | 2000 SW71  | 24 set 2000 | Socorro             | LINEAR              | Phocaea   | MPC                           |
| 38854              | 2000 SY71  | 24 set 2000 | Socorro             | LINEAR              | —         | MPC                           |
| 38855              | 2000 SY81  | 24 set 2000 | Socorro             | LINEAR              | —         | MPC                           |
| 38856              | 2000 SH87  | 24 set 2000 | Socorro             | LINEAR              | —         | MPC                           |
| 38857              | 2000 SE88  | 24 set 2000 | Socorro             | LINEAR              | —         | MPC                           |
| 38858              | 2000 SB91  | 22 set 2000 | Socorro             | LINEAR              | —         | MPC                           |
| 38859              | 2000 SL92  | 23 set 2000 | Socorro             | LINEAR              | —         | MPC                           |
| 38860              | 2000 SH100 | 23 set 2000 | Socorro             | LINEAR              | —         | MPC                           |
| 38861              | 2000 SB104 | 24 set 2000 | Socorro             | LINEAR              | —         | MPC                           |
| 38862              | 2000 SD105 | 24 set 2000 | Socorro             | LINEAR              | —         | MPC                           |
| 38863              | 2000 SX108 | 24 set 2000 | Socorro             | LINEAR              | —         | MPC                           |
| 38864              | 2000 SZ108 | 24 set 2000 | Socorro             | LINEAR              | —         | MPC                           |
| 38865              | 2000 SD111 | 24 set 2000 | Socorro             | LINEAR              | —         | MPC                           |
| 38866              | 2000 SK111 | 24 set 2000 | Socorro             | LINEAR              | —         | MPC                           |
| 38867              | 2000 SF112 | 24 set 2000 | Socorro             | LINEAR              | —         | MPC                           |
| 38868              | 2000 SX112 | 24 set 2000 | Socorro             | LINEAR              | —         | MPC                           |
| 38869              | 2000 SL113 | 24 set 2000 | Socorro             | LINEAR              | —         | MPC                           |
| 38870              | 2000 SQ114 | 24 set 2000 | Socorro             | LINEAR              | —         | MPC                           |
| 38871              | 2000 SO115 | 24 set 2000 | Socorro             | LINEAR              | —         | MPC                           |
| 38872              | 2000 SP116 | 24 set 2000 | Socorro             | LINEAR              | —         | MPC                           |
| 38873              | 2000 SB117 | 24 set 2000 | Socorro             | LINEAR              | —         | MPC                           |
| 38874              | 2000 SZ119 | 24 set 2000 | Socorro             | LINEAR              | —         | MPC                           |
| 38875              | 2000 SA120 | 24 set 2000 | Socorro             | LINEAR              | —         | MPC                           |
| 38876              | 2000 SX120 | 24 set 2000 | Socorro             | LINEAR              | —         | MPC                           |
| 38877              | 2000 SE121 | 24 set 2000 | Socorro             | LINEAR              | —         | MPC                           |
| 38878              | 2000 SL121 | 24 set 2000 | Socorro             | LINEAR              | —         | MPC                           |
| 38879              | 2000 SO121 | 24 set 2000 | Socorro             | LINEAR              | —         | MPC                           |
| 38880              | 2000 SD123 | 24 set 2000 | Socorro             | LINEAR              | —         | MPC                           |
| 38881              | 2000 SE123 | 24 set 2000 | Socorro             | LINEAR              | —         | MPC                           |
| 38882              | 2000 SG123 | 24 set 2000 | Socorro             | LINEAR              | —         | MPC                           |
| 38883              | 2000 SZ123 | 24 set 2000 | Socorro             | LINEAR              | —         | MPC                           |
| 38884              | 2000 SF124 | 24 set 2000 | Socorro             | LINEAR              | —         | MPC                           |
| 38885              | 2000 SG126 | 24 set 2000 | Socorro             | LINEAR              | —         | MPC                           |
| 38886              | 2000 SW126 | 24 set 2000 | Socorro             | LINEAR              | —         | MPC                           |
| 38887              | 2000 SN134 | 23 set 2000 | Socorro             | LINEAR              | —         | MPC                           |
| 38888              | 2000 SA137 | 23 set 2000 | Socorro             | LINEAR              | —         | MPC                           |
| 38889              | 2000 SJ146 | 24 set 2000 | Socorro             | LINEAR              | —         | MPC                           |
| 38890              | 2000 SO146 | 24 set 2000 | Socorro             | LINEAR              | —         | MPC                           |
| 38891              | 2000 SO148 | 24 set 2000 | Socorro             | LINEAR              | —         | MPC                           |
| 38892              | 2000 SS148 | 24 set 2000 | Socorro             | LINEAR              | —         | MPC                           |
| 38893              | 2000 SH149 | 24 set 2000 | Socorro             | LINEAR              | —         | MPC                           |
| 38894              | 2000 SC152 | 24 set 2000 | Socorro             | LINEAR              | —         | MPC                           |
| 38895              | 2000 SE152 | 24 set 2000 | Socorro             | LINEAR              | —         | MPC                           |
| 38896              | 2000 SB153 | 24 set 2000 | Socorro             | LINEAR              | —         | MPC                           |
| 38897              | 2000 SO154 | 24 set 2000 | Socorro             | LINEAR              | Mitidika  | MPC                           |
| 38898              | 2000 SD155 | 24 set 2000 | Socorro             | LINEAR              | —         | MPC                           |
| 38899              | 2000 SG157 | 26 set 2000 | Socorro             | LINEAR              | —         | MPC                           |
| 38900              | 2000 SH157 | 26 set 2000 | Socorro             | LINEAR              | —         | MPC                           |

## 38901–39000
| Designação         | Designação | Descoberta  | Descoberta          | Descobridor(es) | Categoria | Mais informações / Referência |
| Permanente         | Provisória | Data        | Local               | Descobridor(es) | Categoria | Mais informações / Referência |
| ------------------ | ---------- | ----------- | ------------------- | --------------- | --------- | ----------------------------- |
| 38901              | 2000 SQ157 | 27 set 2000 | Socorro             | LINEAR          | —         | MPC                           |
| 38902              | 2000 SO158 | 22 set 2000 | Kitt Peak           | Spacewatch      | —         | MPC                           |
| 38903              | 2000 SP160 | 27 set 2000 | Socorro             | LINEAR          | Eunomia   | MPC                           |
| 38904              | 2000 SG162 | 21 set 2000 | Haleakalā           | NEAT            | —         | MPC                           |
| 38905              | 2000 SW167 | 23 set 2000 | Socorro             | LINEAR          | —         | MPC                           |
| 38906              | 2000 SE169 | 23 set 2000 | Socorro             | LINEAR          | —         | MPC                           |
| 38907              | 2000 SC170 | 24 set 2000 | Socorro             | LINEAR          | —         | MPC                           |
| 38908              | 2000 SX170 | 24 set 2000 | Socorro             | LINEAR          | —         | MPC                           |
| 38909              | 2000 SQ172 | 27 set 2000 | Socorro             | LINEAR          | —         | MPC                           |
| 38910              | 2000 SA178 | 28 set 2000 | Socorro             | LINEAR          | —         | MPC                           |
| 38911              | 2000 SW178 | 28 set 2000 | Socorro             | LINEAR          | —         | MPC                           |
| 38912              | 2000 SK179 | 28 set 2000 | Socorro             | LINEAR          | —         | MPC                           |
| 38913              | 2000 SY184 | 20 set 2000 | Haleakalā           | NEAT            | Phocaea   | MPC                           |
| 38914              | 2000 SQ186 | 21 set 2000 | Kitt Peak           | Spacewatch      | —         | MPC                           |
| 38915              | 2000 SR189 | 22 set 2000 | Haleakalā           | NEAT            | Pallas    | MPC                           |
| 38916              | 2000 SY189 | 22 set 2000 | Haleakala           | NEAT            | —         | MPC                           |
| 38917              | 2000 SE190 | 23 set 2000 | Kitt Peak           | Spacewatch      | —         | MPC                           |
| 38918              | 2000 SS205 | 24 set 2000 | Socorro             | LINEAR          | —         | MPC                           |
| 38919              | 2000 SS218 | 26 set 2000 | Socorro             | LINEAR          | Phocaea   | MPC                           |
| 38920              | 2000 SW218 | 26 set 2000 | Socorro             | LINEAR          | —         | MPC                           |
| 38921              | 2000 SG219 | 26 set 2000 | Socorro             | LINEAR          | —         | MPC                           |
| 38922              | 2000 SF221 | 26 set 2000 | Socorro             | LINEAR          | —         | MPC                           |
| 38923              | 2000 SM221 | 26 set 2000 | Socorro             | LINEAR          | —         | MPC                           |
| 38924              | 2000 SB222 | 26 set 2000 | Socorro             | LINEAR          | —         | MPC                           |
| 38925              | 2000 SE222 | 26 set 2000 | Socorro             | LINEAR          | —         | MPC                           |
| 38926              | 2000 SH226 | 27 set 2000 | Socorro             | LINEAR          | —         | MPC                           |
| 38927              | 2000 SV226 | 27 set 2000 | Socorro             | LINEAR          | Brangane  | MPC                           |
| 38928              | 2000 SY226 | 27 set 2000 | Socorro             | LINEAR          | —         | MPC                           |
| 38929              | 2000 SH227 | 27 set 2000 | Socorro             | LINEAR          | Phocaea   | MPC                           |
| 38930              | 2000 SW230 | 28 set 2000 | Socorro             | LINEAR          | —         | MPC                           |
| 38931              | 2000 SY234 | 24 set 2000 | Socorro             | LINEAR          | —         | MPC                           |
| 38932              | 2000 SL236 | 24 set 2000 | Socorro             | LINEAR          | —         | MPC                           |
| 38933              | 2000 SE237 | 24 set 2000 | Socorro             | LINEAR          | —         | MPC                           |
| 38934              | 2000 SB239 | 26 set 2000 | Socorro             | LINEAR          | —         | MPC                           |
| 38935              | 2000 SC239 | 26 set 2000 | Socorro             | LINEAR          | —         | MPC                           |
| 38936              | 2000 SD258 | 24 set 2000 | Socorro             | LINEAR          | —         | MPC                           |
| 38937              | 2000 SL258 | 24 set 2000 | Socorro             | LINEAR          | —         | MPC                           |
| 38938              | 2000 SU258 | 24 set 2000 | Socorro             | LINEAR          | —         | MPC                           |
| 38939              | 2000 SH260 | 24 set 2000 | Socorro             | LINEAR          | —         | MPC                           |
| 38940              | 2000 SY265 | 26 set 2000 | Socorro             | LINEAR          | —         | MPC                           |
| 38941              | 2000 SN269 | 27 set 2000 | Socorro             | LINEAR          | —         | MPC                           |
| 38942              | 2000 SA271 | 27 set 2000 | Socorro             | LINEAR          | —         | MPC                           |
| 38943              | 2000 SQ273 | 28 set 2000 | Socorro             | LINEAR          | —         | MPC                           |
| 38944              | 2000 SF274 | 28 set 2000 | Socorro             | LINEAR          | —         | MPC                           |
| 38945              | 2000 SO274 | 28 set 2000 | Socorro             | LINEAR          | —         | MPC                           |
| 38946              | 2000 SS274 | 28 set 2000 | Socorro             | LINEAR          | —         | MPC                           |
| 38947              | 2000 SD287 | 26 set 2000 | Socorro             | LINEAR          | —         | MPC                           |
| 38948              | 2000 ST292 | 27 set 2000 | Socorro             | LINEAR          | —         | MPC                           |
| 38949              | 2000 SJ295 | 27 set 2000 | Socorro             | LINEAR          | —         | MPC                           |
| 38950              | 2000 ST295 | 27 set 2000 | Socorro             | LINEAR          | —         | MPC                           |
| 38951              | 2000 SA296 | 27 set 2000 | Socorro             | LINEAR          | —         | MPC                           |
| 38952              | 2000 SG309 | 30 set 2000 | Socorro             | LINEAR          | —         | MPC                           |
| 38953              | 2000 SK310 | 26 set 2000 | Socorro             | LINEAR          | —         | MPC                           |
| 38954              | 2000 SD313 | 27 set 2000 | Socorro             | LINEAR          | —         | MPC                           |
| 38955              | 2000 SE319 | 26 set 2000 | Socorro             | LINEAR          | —         | MPC                           |
| 38956              | 2000 SR336 | 26 set 2000 | Haleakalā           | NEAT            | —         | MPC                           |
| 38957              | 2000 SZ336 | 26 set 2000 | Haleakala           | NEAT            | —         | MPC                           |
| 38958              | 2000 SL337 | 25 set 2000 | Kitt Peak           | Spacewatch      | —         | MPC                           |
| 38959              | 2000 SE363 | 20 set 2000 | Kitt Peak           | Spacewatch      | —         | MPC                           |
| 38960 Yeungchihung | 2000 TS    | 2 out 2000  | Desert Beaver       | W. K. Y. Yeung  | —         | MPC                           |
| 38961              | 2000 TG1   | 1 out 2000  | Ametlla de Mar      | J. Nomen        | —         | MPC                           |
| 38962 Chuwinghung  | 2000 TN2   | 5 out 2000  | Desert Beaver       | W. K. Y. Yeung  | —         | MPC                           |
| 38963              | 2000 TJ14  | 1 out 2000  | Socorro             | LINEAR          | —         | MPC                           |
| 38964              | 2000 TU18  | 1 out 2000  | Socorro             | LINEAR          | —         | MPC                           |
| 38965              | 2000 TB29  | 3 out 2000  | Socorro             | LINEAR          | —         | MPC                           |
| 38966              | 2000 TW35  | 6 out 2000  | Anderson Mesa       | LONEOS          | Eos       | MPC                           |
| 38967              | 2000 TF36  | 6 out 2000  | Anderson Mesa       | LONEOS          | —         | MPC                           |
| 38968              | 2000 TF55  | 1 out 2000  | Socorro             | LINEAR          | —         | MPC                           |
| 38969              | 2000 TV55  | 1 out 2000  | Socorro             | LINEAR          | —         | MPC                           |
| 38970              | 2000 TC58  | 2 out 2000  | Socorro             | LINEAR          | —         | MPC                           |
| 38971              | 2000 TQ60  | 2 out 2000  | Anderson Mesa       | LONEOS          | —         | MPC                           |
| 38972              | 2000 TE61  | 2 out 2000  | Anderson Mesa       | LONEOS          | —         | MPC                           |
| 38973              | 2000 TQ61  | 2 out 2000  | Anderson Mesa       | LONEOS          | —         | MPC                           |
| 38974              | 2000 TK62  | 2 out 2000  | Socorro             | LINEAR          | —         | MPC                           |
| 38975              | 2000 TH66  | 1 out 2000  | Socorro             | LINEAR          | —         | MPC                           |
| 38976 Taeve        | 2000 UR    | 21 out 2000 | Drebach             | G. Lehmann      | —         | MPC                           |
| 38977              | 2000 UV    | 21 out 2000 | Višnjan Observatory | K. Korlević     | —         | MPC                           |
| 38978              | 2000 UA2   | 22 out 2000 | Višnjan Observatory | K. Korlević     | —         | MPC                           |
| 38979              | 2000 UB2   | 22 out 2000 | Višnjan Observatory | K. Korlević     | —         | MPC                           |
| 38980 Gaoyaojie    | 2000 UJ2   | 23 out 2000 | Desert Beaver       | W. K. Y. Yeung  | —         | MPC                           |
| 38981              | 2000 UW3   | 24 out 2000 | Socorro             | LINEAR          | —         | MPC                           |
| 38982              | 2000 UD4   | 24 out 2000 | Socorro             | LINEAR          | —         | MPC                           |
| 38983              | 2000 UT4   | 24 out 2000 | Socorro             | LINEAR          | —         | MPC                           |
| 38984              | 2000 UZ4   | 24 out 2000 | Socorro             | LINEAR          | Pallas    | MPC                           |
| 38985              | 2000 UA5   | 24 out 2000 | Socorro             | LINEAR          | —         | MPC                           |
| 38986              | 2000 UP5   | 24 out 2000 | Socorro             | LINEAR          | —         | MPC                           |
| 38987              | 2000 UB8   | 24 out 2000 | Socorro             | LINEAR          | —         | MPC                           |
| 38988              | 2000 UJ12  | 24 out 2000 | Socorro             | LINEAR          | —         | MPC                           |
| 38989              | 2000 UF13  | 25 out 2000 | Socorro             | LINEAR          | —         | MPC                           |
| 38990              | 2000 UZ17  | 24 out 2000 | Socorro             | LINEAR          | —         | MPC                           |
| 38991              | 2000 UE19  | 29 out 2000 | Socorro             | LINEAR          | —         | MPC                           |
| 38992              | 2000 UN20  | 24 out 2000 | Socorro             | LINEAR          | —         | MPC                           |
| 38993              | 2000 UX20  | 24 out 2000 | Socorro             | LINEAR          | —         | MPC                           |
| 38994              | 2000 UZ21  | 24 out 2000 | Socorro             | LINEAR          | —         | MPC                           |
| 38995              | 2000 UJ24  | 24 out 2000 | Socorro             | LINEAR          | —         | MPC                           |
| 38996              | 2000 UM25  | 24 out 2000 | Socorro             | LINEAR          | —         | MPC                           |
| 38997              | 2000 UF26  | 24 out 2000 | Socorro             | LINEAR          | Pallas    | MPC                           |
| 38998              | 2000 UP26  | 24 out 2000 | Socorro             | LINEAR          | Phocaea   | MPC                           |
| 38999              | 2000 UV26  | 24 out 2000 | Socorro             | LINEAR          | —         | MPC                           |
| 39000              | 2000 UZ26  | 24 out 2000 | Socorro             | LINEAR          | —         | MPC                           |